# アメリカ横断ウルトラクイズ
『アメリカ横断ウルトラクイズ』（アメリカおうだんウルトラクイズ）は、日本テレビ系列で1977年から1992年と、1998年の全17回開催・放送された視聴者参加型のクイズ番組。略称は「ウルトラクイズ」あるいは「ウルトラ」。
英語表記は"TRANS AMERICA ULTRA QUIZ"である。なお、タイトルロゴには"TRANS AM ULTRA QUIZ"と表記された。
1977年（昭和52年）、『木曜スペシャル』枠で日本テレビ開局25年記念番組として放送された。翌年からレギュラー化し、年に1回制作、毎年10月下旬から12月上旬頃に放送された。番組名は『史上最大!第○回 アメリカ横断ウルトラクイズ』（第1回は回数表記なし）。1992年（平成4年）の第16回を最後に終了となったが、1998年（平成10年）日本テレビ開局45年記念番組『ネッツトヨタスペシャル 今世紀最後!! 史上最大! アメリカ横断ウルトラクイズ』（以下「“今世紀最後”」と記す）として一度限りの復活を果たした。
番組名の「アメリカ」とはアメリカ大陸という意味であり、アメリカ合衆国（米国）のみを指したものではない。

## 概要
日本各地から集まった挑戦者たちが「知力、体力、時の運」を合言葉に、広大なアメリカ大陸を横断しながら1,000問以上に及ぶクイズに挑戦し、ゴールのニューヨーク市を目指す番組。企画段階での名称は「世界をバスで横断・ジャンボクイズ大会」であり、最初はアジアを横断して、敗者はその場で置いて行くというアイデアだけだったが、「でっかくいこう」ということで、アメリカ横断という企画に変わった。また、本番組の総合プロデューサー、審査委員長を務めた佐藤孝吉は、他のクイズ番組にもありがちな、頭の良い者が普通に勝っていくだけの番組になるのを嫌い、体力系クイズも取り入れたり、予選でジャンケンでアメリカ合衆国行きを決めたりするなど、新しい試みを採用し、また敗者によりスポットが当たる番組にしようと考えた。
旅の途中「チェックポイント」と呼ばれる各地で、風土や名所などに合ったクイズを行い、勝ち抜ければ次のチェックポイントに進み、敗れると現地で厳しい罰ゲームを受けた後、日本へ強制送還される。数々のチェックポイントを勝ち抜き、ニューヨーク（第9回はパリ、“今世紀最後”は西インド諸島）には各回2名（第11回は3名）が進出し、ここで最後のクイズを行い、優勝者「日本一のクイズ王」を決定した。
他のクイズ番組とは異なり、18歳以上（第11回までは45歳以下・第12回から第16回までは50歳以下・“今世紀最後”は上限なし）でパスポートを所持していれば、オーディションなしで誰でも番組に参加可能であった（高校生は不可。高専生は4年生から可。他にも細かい規定があった）。
1987年（昭和62年）に第24回ギャラクシー賞特別賞 と第4回ATP賞優秀賞を、翌年には第25回ギャラクシー賞25周年記念特別賞ユーモア賞を受賞。ギネス・ワールド・レコーズ（ギネスブック）には「世界で最も制作費のかかったクイズ番組」として記載された。
2014年6月にCSのファミリー劇場で初めて第12回が再放送され（ただしCMと提供クレジットの部分は全部カットされ、第4週の第9チェックポイント・サンパウロのクイズ本編にも、一部カットされた箇所がある）、また進行役だった小倉淳が関係者をゲストに迎え、放送当時を振り返るオリジナル番組「今だから話せるウルトラクイズ丸秘証言集」（全3回）も制作された（この「史上最大!第12回アメリカ横断ウルトラクイズ&今だから話せるウルトラクイズ丸秘証言集」は、スカパーJSAT主催の「スカパー!アワード2014」にて「ココロ動いた番組賞」を受賞した）。このほか、第10回と“今世紀最後”については横浜市にある放送ライブラリーで視聴することができる。なお、日本テレビでは、オンエアテープ以外の映像資料については、同社が旧社屋（麹町）から汐留社屋に移転した際、新社屋にアーカイブの保管場所がないとの理由で全て破棄したため現存していないという。
番組タイトルが出る場面のファンファーレはMFSB「Zach's Fanfare #2（ザックのファンファーレ #2）」の終盤の部分、番組のテーマ曲はメイナード・ファーガソン「Theme From Star Trek （スタートレックのテーマ）」に「The Cheshire Cat Walk（チシャ猫のウォーク）」の終わりの部分を組み合わせたもの。

### 番組の移り変わり
番組初期（1977年（昭和52年）-1985年（昭和60年））は、日本国外へ脱出できた挑戦者の大半が海外旅行初体験であったが、番組開始年の1977年には年間315万人強だった日本人の海外旅行者数が、番組末期の1990年代には番組開始時の3倍を超える年間1000万人超となり、時代の変化とともに海外旅行が庶民にも比較的容易に手に入る娯楽となったことで、相対的に挑戦者たちの驚きの価値は下がっていった。
とはいえ番組中期以降（1986年（昭和61年）-1992年（平成4年））は、通常の海外旅行では行くことが困難な場所をルートとして選択するようになり、スケールを維持した。「突撃○×どろんこクイズ」や「バラマキクイズ」などの定番クイズと共に、第5回以降アメリカ合衆国以外の国にも上陸し、第9回ではアメリカ大陸を経てパリで決勝、第10回ではアメリカ南北ルートの選択、第12回では北南米大縦断、第13回ではオーストラリアとニュージーランド、第14回ではタヒチもルートに加えアメリカ大陸上陸後、かつてアメリカ西部開拓団が通ったオレゴン街道を全ルートバス移動で遡るなど、演出面でさまざまな工夫を凝らした。
初回から番組名には「史上最大!」とうたっており、第1回は応募総数4,188名に対し実際の参加者は404名という、当時のクイズ番組の予選としてはかなり大規模であった。当初の第一次予選会場の後楽園球場でも1塁側スタンドの一角で行っていた（その収録日は、王貞治が756号ホームラン世界新記録を達成したその翌日である9月4日の巨人対ヤクルトの試合開始前であった）が、回を重ねるごとに参加者は増え続け、1983年（昭和58年）の第7回では初めて1万名を、1988年（昭和63年）の第12回では2万名を突破した。
しかし莫大な制作費に加え、第7回をピークに視聴率が徐々に下落していったことなどの問題により、1992年（平成4年）の第16回の放送を最後にレギュラー開催の終了が決定した。
その後1998年（平成10年）に、日本テレビ開局45年記念番組として単発で復活。“今世紀最後”と題されたこの回は「第17回」とは称されず、「ウルトラクイズのスペシャル版」という意味合いが強かった。この大会では年齢制限（上限）を撤廃し、過去最多の50,453名が参加。応募総数は7万名を超え、実に2万名を超える人々が第一次予選会場の東京ドームに入ることができなかった。1998年に復活し“今世紀最後”とした理由は日本テレビの開局年を基準に5年ごとの開催とする計画があり、開局50年にあたる2003年に「第18回」を放送する予定だったが、2001年のアメリカ同時多発テロ事件以降国際情勢が大きく変化したこともあり、実現には至っていない。

## 番組の特徴
本番組の影響を受けた番組も多数生まれた（番組がもたらした影響を参照）。しかし、大人数を日本国外に集めてクイズを行う形式を踏襲した例はごく少ない。他の放送局は真似しようにも、どうしても出国手続だけで1日費やしてしまい、できなかったのである。
そのノウハウとは、近畿日本ツーリストのウルトラクイズ担当者によると、「成田（第1回のみ羽田）空港行きが決まった人全員分の決勝地までのチケット取得と出国手続きをジャンケン前に完全に済ませておき、ジャンケンに負けた人の分をその場でキャンセルする」という手法であった。
これは成田だけではなく、チケットは全員分決勝地まで用意しており、敗者が出るたびにキャンセルし、その差額分は引換券にして払い戻していた。またチケットは決勝地までのものだけではなく各チェックポイントから成田（東京）行きのものも、誰が敗者になるかわからないので全て仮名で取り、クイズ終了後に全て実名に変更するという方法をとっていた（#ハプニング・トラブル節の「テロによる日程変更（“今世紀最後”）」の項も参照）。なお、誰が敗者になるか大体予想がついた場合は、次の目的地のホテルで結果が出る前に、その人の名前を外してみたところ、その通りの結果になったことがあった。
日本テレビのきちんとした主旨の説明、旅行代理店側の腕、航空会社や空港スタッフによる、番組の主旨への理解と寛大な協力が必要であった（最初の頃は、先方の通常の業務を超えていたこともあって、嫌な顔をされたこともあったが、ウルトラクイズのことが知れ渡ると「あの番組のことだから」と、徐々に理解を示されるようになっていった）。番組の画的にも、時の運に翻弄される一喜一憂の表情が濃く現れることになった。

### 独自の演出
タイトルは「クイズ」であっても、単にクイズの優勝者「クイズ王」を決めるためだけの番組ではなく、普通の人々が突然アメリカなどの広大な自然や冒険・難局に直面したときの表情、挑戦者同士の触れ合いなど、人間ドラマを色濃く描かれた演出が特徴的であった。番組の主眼は挑戦者の人間模様、クイズに敗れた敗者にあり、「クイズ形式の人間ドキュメンタリー」というコンセプトがあった。そのため、クイズパートではいったん収録が始まってカメラが回り出すと、敗者が決まるまで撮影は中断しない。これは撮影を中断することによって挑戦者が“素”の状態に戻ることが考えられるためにこれを避けているためだという。
番組で共に旅したのを機に、挑戦者同士がその後も何らかの形で交流を続けるようになったケースも多く、挑戦者同士が結婚したケースもある。
各クイズ後、勝者と敗者はすぐ引き離される ため、クイズを行う時は挑戦者は必ず自分の荷物を傍らに運び込んでおく必要があった。これは、あくまで旅の途上との演出も兼ね備えていた。勝者が敗者の行う敗者復活や罰ゲームなどと鉢合わせしないよう、観光という形で隔離することもあった。
各チェックポイントにおいて、失格またはドクターストップ以外の挑戦者本人の意思による、自主的なリタイアは認められていない（ウルトラクイズ参加規定に明記されている。第7回では急病（尿管結石）による医師の診断のため、挑戦者1名がカナダでリタイアとなった）。
基本的に挑戦者はいつクイズを行うかは直前まで知らされず、たとえクイズの合間の観光に見えても、自分の荷物を持たされている限りいつクイズが始まるかわからない状態であった。
風光明媚な土地などでは、挑戦者を驚かせるため、クイズ会場までアイマスクをしたまま移動させることもあった。このようなシビアな条件が極限状況を生み出し、挑戦者同士の連帯感を生む要素ともなった。機材の撤収や敗者への罰ゲームの収録を行う関係もあり、クイズの収録は午前中に行われることが多かったという。また、1日で複数のチェックポイントでのクイズの収録を行うこともあった。
福留功男は番組当初から、挑戦者の人間模様にも焦点を当てるために、恋人や婚約者の名前、家族構成や勤務先 などといったプライベートなことを聞き出し、番組の中で効果的に披露していた。
優勝賞品はインパクト重視で、優勝賞品発表時の言葉から発せられるイメージと実物を見た瞬間のギャップが一つの見せ場となっていた。価値は100万円相当のものから無料同然のものまで年によってまちまちであり、実体も風変わりなものばかりであった。これは番組放送期間を含む1971年から1996年まで、オープン懸賞の上限が100万円に制限されていたことに加え、番組では東京からニューヨークまでの旅費も景品相当と解釈されていたためである。しかしながら比較的まともな賞品が進呈されたこともあり、「世界一周旅行」など日常では経験できないような賞品が用意されたり、優勝したニューヨークに家族を呼び寄せ高級ホテルに宿泊する権利が賞品となったこともある。なお、本クイズの優勝者に与えられるのは賞品のみで賞金は一切出なかった。
回やチェックポイントによっては、勝者と敗者復活者などで食事などのランクに格差がつけられた場合もあった。

## 開催・放送
1977年（昭和52年）の第1回大会から1992年（平成4年）の第16回大会までと、1998年（平成10年）に行われた“今世紀最後”大会をあわせて全17回が開催された。
このほか、特別版として1982年（昭和57年）に『ウルトラクイズ 史上最大の敗者復活戦』が日本国内で開催された。

### 開催地

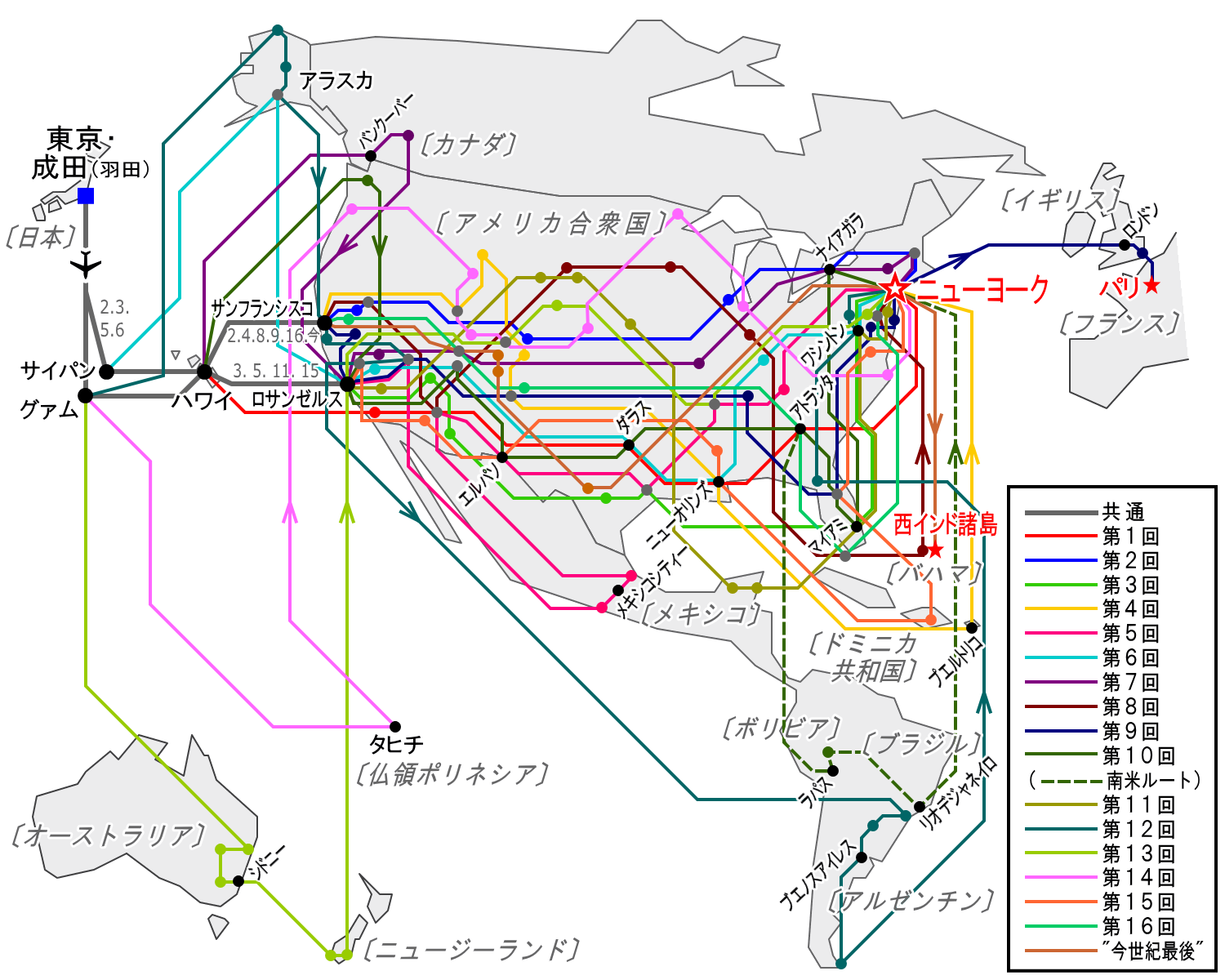
各回のルート図

各回毎に、グァムからニューヨークまでのルートは異なっているのが特徴である。
予選以外では、アメリカ横断ウルトラクイズのタイトル通りにアメリカ大陸を東廻りに横断するのが基本的なスタイルであることから、主な舞台であるアメリカ合衆国のほか、第4回ではプエルトリコ自治連邦区、第5回以降はメキシコ、カナダ、バハマ、イギリス、フランス（本国および仏領ポリネシア）、ボリビア、ブラジル、アルゼンチン、オーストラリア、ニュージーランド、ドミニカ共和国と、第6回の第2CP（チェックポイント）の敗者復活戦と第10回の第1CPが日本（成田空港での搭乗時に出題されたクイズ）の合計15か国と1地域でクイズが実施された。
クイズ開催国の中で福留は第10回のボリビアと第15回のドミニカ共和国には訪れていない。これは第10回の南北コース分岐で福留は北米コース担当でボリビアとブラジルを訪問した南米コースは日高が担当、第15回のドミニカは福留引退後の福澤が訪問したためである。なお、福留と福澤は唯一共通にメキシコを訪問している。
日本国外で最も多くクイズが開催された場所は「クイズの都」ことニューヨークであり、全大会においてクイズが行われた。ニューヨークで決勝戦が実施されなかった第9回と“今世紀最後”でも、共にアメリカ大陸最後のチェックポイントとしてニューヨークは重要な位置に置かれた。その次に多く開催された場所はアメリカ最初のチェックポイントであるグァムとハワイ（ともに13大会）。アメリカ本土では、上陸後最初のチェックポイントとなることが多かったロサンゼルス（9大会）およびサンフランシスコ（7大会）となっている。
日本とアメリカ合衆国以外で最も多くチェックポイントが設置された国はメキシコ（第5・11・15回で訪問）の通算6ヶ所が最多でついでオーストラリア（第13回）の4ヶ所、カナダ（第7回）、イギリス（第9回）、フランス（第9・14回）、ブラジル（第10・12回）の3ヶ所、バハマ（第8回・今世紀最後）ボリビア（第10回）、アルゼンチン（第12回）、ニュージーランド（第13回）の2ヶ所となっている。
アメリカ50州の州別で見てみると、ニューヨーク州の次に多く訪れたのは、上記の通り本土上陸後最初のチェックポイントになることの多かった西海岸のカリフォルニア州である（全17回中、第14回を除く16大会）。
アメリカ50州の中でメーン州、ニューハンプシャー州、バーモント州、ロードアイランド州、コネチカット州、デラウェア州、オハイオ州、ウエストバージニア州、サウスカロライナ州、アラバマ州、ウィスコンシン州、アイオワ州、アーカンソー州、オクラホマ州、モンタナ州、アイダホ州の16州にチェックポイントが設置されることがなかった。

### テレビ放送
テレビ放送は、第1回から第16回まで、当時木曜日に放送されていた『木曜スペシャル』で毎年10月下旬から12月上旬の間に、複数の週をまたいで放送されていた。第1回は2週（当初は1週のみの放送予定が2週に拡大）、第2回から第4回までは3週、第5回から第11回まで、ならびに第15回と第16回は4週、第12回から第14回までは5週に分けて放送された（第9回から第11回までは『木曜スペシャル』の放送時間が19時からの2時間枠、そのほかの回は19時30分からの1時間30分枠だった）。
関東地区では、第3回以後本放送直後に『ビッグサタデー』で再放送された。地方では年末に再放送が行われることもあった。また1980年（第4回開催）より大会開催の直前 にも、『ビッグサタデー』で前回大会のダイジェスト版を放映した。
- ただし第1回は、第2回放送直前の1978年（昭和53年）10月14日と10月21日の2週にわたって『ビッグサタデー』で再放送、本大会放送前に通常形式で再放送する珍しいやり方だった。

一方、“今世紀最後”は1998年11月22日（日）・23日（月・祝）にそれぞれ2時間半、2夜連続で放送。「史上最大の敗者復活戦」は1982年（昭和57年）12月31日（金・大晦日）に、3時間半で放送された。
視聴率は、第7回（4週目）で歴代最高の38.5%を記録（4週トータルの平均でも34.5%だった）。

#### 関連番組

##### 史上最大の傑作選
第10回開催前に『アメリカ横断ウルトラクイズ 史上最大の傑作選 必勝!虎の巻』が1986年（昭和61年）6月19日に放送された。これはもともと、木曜日の後楽園球場ナイター中継が雨天中止になった時のための代替番組（雨傘番組）だった。出演者は、高島忠夫・石川牧子・福留功男・徳光和夫・小林完吾・日高直人の6名（小林と日高は後から参加）。また観客の中には過去の挑戦者が何名か入っていた。内容は次の通り。
プロローグ
機内ペーパークイズ敗者にグァムの神父が慰める（第8回）、グァムの奇襲クイズで「ウルトラクイズは信じちゃいけない」とぼやく挑戦者（第8回）、徳光和夫の成田空港での時事ネタシュプレヒコール（後述）を放送。
どろんこクイズ傑作選①
第2回クイズ王の北川宣浩が初挑戦し初失敗した模様も放送。
第1次国内予選の歴史
徳光和夫の日本人ウオッチング
第1次・第2次国内予選における挑戦者の人間模様を放送。このコーナーのみナレーションは徳光。
ウルトラクイズ珍答集
どろんこクイズ傑作選②
第8回開始前の『ズームイン!!朝!』で、福留に同行した石川アナがどろんこクイズに挑戦した模様も放送。
罰ゲーム傑作選
出演者別に、特に印象深かった罰ゲームを紹介。徳光は「屈辱的なシールを貼られて日焼け」（第7回ハワイ）、小林は「猛特訓して紙の船で帰る」（第7回レイクパウエル）、福留は「ランニングマシンを背負って空港へ」（第7回セントルイス）、石川は「マジック・マウンテンの絶叫アトラクション『フリーフォール』に乗らされる」（第6回ロサンゼルス）、高島は「ジョー・フレージャーのボクシングのスパークリング」（第8回フィラデルフィア）と「闘牛」（第5回メキシコシティ）。
激戦!第5回ノックスビル・通せんぼクイズ
挑戦者の不運と運
第2回成田のじゃんけんでストレート負けし徳光とのじゃんけんにも負け、その4年後の第6回成田でもストレート負けした挙句徳光にも負けた挑戦者、第1回のハワイでクイズ王・松尾清三に負け、2年後の第3回のハワイでもクイズ王・宗田利八郎に負けた挑戦者、そして第4回成田でじゃんけん相手から鉢巻をもらい、どんどん勝ち進んでクイズ王になった第4代クイズ王・上田由美を放送。
番外編
第4回で機内ペーパークイズ最下位挑戦者が敗者復活者と入れ替わり、サイパンに置き去りにされる、勝ち抜け者があまりに寒くてバンザイ出来ない（第2回デンバー）、第9回の優勝賞品「潜水艦」など。

##### その他
“今世紀最後”放送日の本放送当日である1998年（平成10年）11月22日では、事前番組『史上最大!!アメリカ横断ウルトラクイズ ㊙密着ドキュメント』が14:00 - 15:25枠（『日曜特番』枠）で放送された。
第12回第2夜が放送される1988年（昭和63年）11月10日には、直前の19:00で放送されている帯情報番組『追跡』で、番宣を兼ねて第12回の舞台裏を見せた「ウルトラクイズうらのうら」が放送された。
第16回前の1992年（平成4年）4月2日、『木曜スペシャル』20周年企画の一環として、『木曜スペシャル』番組の総集編『驚異と爆笑の決定版 世界の超能力から日光猿軍団まで…全部見せますTV』で、当番組が放送。第15回第1問まで担当した福留功男が出演し、当時を振り返った。
2018年には『24時間テレビ41』の日曜早朝枠(4:00 - 6:43)内で、「福留功男の人生を変えた人」という企画で当番組のプロデューサーだった佐藤孝吉のことや番組の模様が流れ、その後汐留マイスタの出演者の提案で番組の裏側などをクイズにした『アメリカ横断ウルトラクイズのクイズ』と題した企画が放送された。また、同じスタジオにいた徳光和夫も当時の敗者の味方「徳光ピコピコハンマー」役をやらされ、この年の番組パーソナリティで回答者役のサンドウィッチマン伊達に叩かれた。

### 系列局での放送
大会初期の頃は日本テレビのフルネット局が現在より少なかったため、クロスネット局や他系列の局で数週遅れで放送していた地域もあった。また都合により、放送が第16回以前で打ち切られる局もあった。
- 静岡県では、第1回は静岡放送（TBS系）とテレビ静岡（フジテレビ系）の2局しか存在しなかったため、静岡放送で当時土曜日の午後から放送されていた「ウィークエンドスペシャル」の番組枠内で放送された。第2回はその年の7月に開局した静岡けんみんテレビ（後の静岡朝日テレビ。1年間限定でテレビ朝日系列とのクロスネット局）で放送。第3回以降は静岡第一テレビでの放送となった。
- 新潟県ではテレビ新潟開局前は、当時フジテレビ系列とテレビ朝日系列とのトリプルネット局だった新潟総合テレビ（現・NST新潟総合テレビ）で年末に集中放送を行っていた。
- 石川県ではテレビ金沢開局前の1989年（平成元年）（第13回）まで、石川テレビ（フジテレビ系）で土曜・日曜の午後などに時差放送を行っていた（1989年には年末の平日夕方に放送[14]）。その年の年末に放送される場合が多かったが、晩年には翌年の放送になった年もあった。
- 長野県のテレビ信州では、1987年（昭和62年）秋の改編で『ニュースシャトル』を同時ネットすることになり、第11回の放送直前に『木曜スペシャル』を『土曜スペシャル』と改題した上土曜午後に遅れネットで放送した。これは長野朝日放送開局による、テレビ朝日系脱退・日本テレビ系への一本化まで続いた。
- 宮崎県では、NNNクロスネット局のテレビ宮崎により、日曜16時の『サンデープレゼント』枠で1時間半放送されていたため、番組最後のキャッチフレーズ「早く来い来い木曜日」の意味が不明な視聴者がいたという。なお、第12回大会の放送において、5週連続放送分の第4週目「南米編」の放送が丸々カットされ、次の放送時には突如チェックポイントがフロリダ州ゲインズビルに移り、10人だった参加者が6人に減るという事態になったという。翌年の第13回大会に至っては放送すらされていない[15]。
- 鹿児島県では、レギュラー開催時は鹿児島讀賣テレビが未開局のため、第5回まで系列外の南日本放送（TBS系）で放送され、第6回から第15回までと“史上最大の敗者復活戦”はフジテレビ系列とのクロスネット局だった鹿児島テレビで放送された（鹿児島放送の開局で、テレビ朝日系の番組が同局に移動したため。その後鹿児島テレビの番組編成は、1992年までフジテレビよりも日本テレビの番組を主体とする状態が続いていた）。なお、“今世紀最後”は鹿児島讀賣テレビで放送され、それの番宣も兼ねて県内未放送だった第16回が7年遅れでようやく初放送された。
- 日本テレビ系列局すらも存在しない沖縄県では、沖縄テレビ（フジテレビ系）で、主に年末の土曜の午後に放送されたが、第8回と第9回は琉球放送（TBS系）が『木曜スペシャル』を同時ネットしていたため、同局で放送された。なお、“史上最大の敗者復活戦”と“今世紀最後”は未放送（後者は沖縄テレビで出場者募集告知のCMが流れたのみ）。

### CSでの放送
2014年から2018年までの間、CSのファミリー劇場にて再放送が行われてきた。
初めて再放送が行われたのは2014年6月、第12回大会の模様が3週に渡って放送された。また、全3回で小倉淳が聞き手となり、番組スタッフや第12回大会の優勝者を含む出場者4人が出演し、ウルトラクイズの裏話などを明かす「今だから話せるウルトラクイズ丸秘証言集」が併せて放送された。放送時間は各回10分であるが、ファミリー劇場の番組ホームページでは各回20分以上のスペシャルロングバージョンがアップされている。ただし、第12回ではゲスト出演者側に関する事情のため一部がカットされている。
2015年1月〜2月には、第13回大会の模様が5週に渡って再放送された。また各週の再放送後には、全5回で小倉淳が聞き手となり国内レポーターの徳光和夫と渡辺正行や番組スタッフ、第13回大会の出場者の4人が出演し、ウルトラクイズの裏話を明かす「今だから話せるウルトラクイズ丸秘証言集 PARTII」が併せて放送された。こちらの放送時間は各回30分となっている。
2015年7月には、第11回大会が再放送された。この回以降の再放送では「丸秘証言集」の放送は無い（2016年5月にも再放送された）。
2016年7月には第7回大会が再放送された。2017年5月には第8回大会、6月には第16回大会が再放送された（7回・8回・16回は視聴率向上を目的にキャッチアップ放送形式を採用）。
2018年3月の第16回大会再放送（3度目）を最後に、再放送は行われていない。

### 大会一覧
| 大会                  | 開催年             | 視聴率 | 参加人数 | CP数 | クイズ開催国                                       | アメリカ合衆国で訪れた州                                                                                               | 優勝者     | 優勝賞品                                                                                  |
| --------------------- | ------------------ | ------ | -------- | ---- | -------------------------------------------------- | --- | ---------- | ----------------------------------------------------------------------------------------- |
| 第1回                 | 1977年（昭和52年） | 約25%  | 404      | 9    | アメリカ合衆国                                     | ハワイ、カリフォルニア、アリゾナ、テキサス、ルイジアナ、ジョージア、ニューヨーク                                       | 松尾清三   | ラスベガスの砂漠の土地 1エーカー                                                          |
| 第2回                 | 1978年（昭和53年） | 23.9%  | 700      | 11   | アメリカ合衆国                                     | ハワイ、カリフォルニア、ネバダ、コロラド、イリノイ、マサチューセッツ、ニューヨーク                                     | 北川宣浩   | 最高級ホテルのスイートルームに 家族で宿泊する権利                                         |
| 第3回                 | 1979年（昭和54年） | 23.9%  | 1,362    | 11   | アメリカ合衆国                                     | ハワイ、カリフォルニア、アリゾナ、テキサス、フロリダ、ワシントンDC、ニューヨーク                                       | 宗田利八郎 | 直線にしか走れない 老馬1頭                                                                |
| 第4回                 | 1980年（昭和55年） | 29.9%  | 2,707    | 11   | アメリカ合衆国、（ プエルトリコ）                  | ハワイ、カリフォルニア、ユタ、ワイオミング、コロラド、ニューメキシコ、ルイジアナ、ニューヨーク                         | 上田由美   | 組み立て式 ライトプレーン（部品）                                                         |
| 第5回                 | 1981年（昭和56年） | 27.2%  | 6,473    | 14   | アメリカ合衆国、 メキシコ                          | ハワイ、カリフォルニア、ネバダ、アリゾナ、ニューメキシコ、テキサス、テネシー、ニューヨーク                             | 真木法男   | 油田の採掘権                                                                              |
| 第6回                 | 1982年（昭和57年） | 27.2%  | 7,332    | 11   | アメリカ合衆国                                     | アラスカ、カリフォルニア、アリゾナ、テキサス、ルイジアナ、ケンタッキー、バージニア、ニューヨーク                       | 高橋直樹   | 世界一周旅行 （ニューヨークから7泊8日の日程）                                             |
| 第7回                 | 1983年（昭和58年） | 34.5%  | 10,203   | 13   | アメリカ合衆国、 カナダ                            | ハワイ、カリフォルニア、アリゾナ、ミズーリ、マサチューセッツ、ニューヨーク                                             | 横田尚     | 自分で作るカナダ産ログハウス （土地なし）                                                 |
| 第8回                 | 1984年（昭和59年） | 23.1%  | 11,048   | 14   | アメリカ合衆国、 バハマ                            | ハワイ、カリフォルニア、アリゾナ、サウスダコタ、ノースダコタ、インディアナ、フロリダ、ペンシルベニア、ニューヨーク     | 石橋史行   | 組み立て式クラシックカー (エンジンなしの部品のみ)                                         |
| 第9回                 | 1985年（昭和60年） | 22.2%  | 11,754   | 17   | アメリカ合衆国、 イギリス、 フランス               | ハワイ、カリフォルニア、ネバダ、ニューメキシコ、テネシー、フロリダ、メリーランド、ニュージャージー、ニューヨーク       | 金子孝雄   | 1人乗り小型潜水艦 （しかも浸水する）                                                      |
| 第10回                | 1986年（昭和61年） | 26.8%  | 17,162   | 18   | 日本、 アメリカ合衆国、 ボリビア、 ブラジル        | ハワイ、ワシントン、カリフォルニア、アリゾナ、ニューメキシコ、テキサス、ジョージア、フロリダ、ニューヨーク             | 森田敬和   | 熱気球 （中古品）                                                                         |
| 第11回                | 1987年（昭和62年） | 20.4%  | 18,017   | 14   | アメリカ合衆国、 メキシコ                          | ハワイ、カリフォルニア、ワイオミング、サウスダコタ、ネブラスカ、フロリダ、ワシントンDC、ニュージャージー、ニューヨーク | 稲川良夫   | 満潮時に水没する無人島                                                                    |
| 第12回                | 1988年（昭和63年） | 17.9%  | 20,774   | 16   | アメリカ合衆国、 ブラジル、 アルゼンチン           | アラスカ、カリフォルニア、ネバダ、フロリダ、ワシントンDC、ペンシルベニア、ニューヨーク                                 | 瀬間康仁   | バイオマリンスポーツセット                                                                |
| 第13回                | 1989年（平成元年） | 16.6%  | 24,115   | 15   | オーストラリア、 ニュージーランド、 アメリカ合衆国 | カリフォルニア、コロラド、ネブラスカ、テネシー、メリーランド、ニューヨーク                                             | 長戸勇人   | 冷凍人間保存の会員権                                                                      |
| 第14回                | 1990年（平成2年）  | 15.0%  | 26,735   | 14   | フランス領ポリネシア、 アメリカ合衆国              | オレゴン、ワイオミング、ユタ、コロラド、カンザス、ミネソタ、ミシガン、インディアナ、ノースカロライナ、ニューヨーク     | 佐藤光邦   | ラスベガスのカジノのオーナー権 （賭博禁止の牛糞ビンゴ場）                                 |
| 第15回                | 1991年（平成3年）  | 18.1%  | 28,523   | 14   | アメリカ合衆国、 メキシコ、 ドミニカ共和国         | ハワイ、カリフォルニア、アリゾナ、ミシシッピ、ルイジアナ、フロリダ、バージニア、ニューヨーク                           | 能勢一幸   | プライベート温泉 （自分で掘って入る河原の野天湯）                                         |
| 第16回                | 1992年（平成4年）  | 14.6%  | 26,121   | 12   | アメリカ合衆国                                     | ハワイ、カリフォルニア、アリゾナ、ニューメキシコ、ジョージア、フロリダ、ペンシルベニア、ニューヨーク                   | 田中健一   | プライベートワイナリー （ブドウ畑一列のみ）                                               |
| 今世紀最後            | 1998年（平成10年） | 21.2%  | 50,453   | 11   | アメリカ合衆国、 バハマ                            | ハワイ、カリフォルニア、アリゾナ、コロラド、テキサス、ニューヨーク                                                     | 小川圭太   | 高級ハウスボート （爆破された）                                                           |
| 史上最大の 敗者復活戦 | 1982年（昭和57年） | 約11%  | 24,642   | -    | （ 日本のみ）                                      | （未訪問） | 佐藤麻利子 | 家族5人をニューヨークツアーへ招待、 第7回のシード権（国内予選と機内ペーパークイズの免除） |

- 視聴率は関東地区、ビデオリサーチ調べ。
- CP数はチェックポイント数。決勝地を含み、国内予選は含まない。

注釈
1. ↑  優勝賞品の世界一周旅行で イタリア・ローマ、 ギリシャ・アテネ、  エジプト・カイロ、 タイ・バンコク、 イギリス領香港にも訪れている[注 21]。
2. ↑  チェックポイント表記はワシントンだが準決勝ロケ地のFBIナショナルアカデミーはバージニア州に所在。
3. ↑  「史上最大の敗者復活戦」優勝者（グアム空港から参加）を含めると10,204名。
4. 1 2  グアムでの奇襲クイズを独立したチェックポイントとして数えた場合の値。第8回と“今世紀最後”においては奇襲クイズが直前のクイズと同一チェックポイントとして扱われているが、第5回・第13回 - 第16回では奇襲クイズが独立したチェックポイントになっているので、それに合わせた。
5. ↑  ルート分岐前と「北米ルート」「南米ルート」各チェックポイント、決勝ニューヨークをすべて合計した数値。片ルートのみで計算した場合は15チェックポイントとなる。
6. ↑  日本は成田空港が第1チェックポイントだったが、厳密にはクイズ出題時のみであり、正解は出国手続き終了後に搭乗した飛行機の機内で発表された。
7. ↑  ボリビア、ブラジルは「南米ルート」のみ。
8. ↑  クイズ開催はなかったが、北米コースのオフには バハマにも訪れている。
9. ↑  チェックポイント表記はエルパソだがロケ地のホワイトサンズはニューメキシコ州に所在。
10. ↑  優勝賞品の授与地として カナダにも訪れている。
11. ↑  応募は約7万名あり、申し込みの遅かった約2万名は選外となった。
12. ↑  もっとも、東京ドームが小石川消防署に届けている定員は46,314人（そのうち立ち見2,976人）である（『朝日新聞』 1988年（昭和63年）10月7日 22面）。
13. ↑  各地区大会の参加者の合計。

## 出演者

### 出題・海外リポーター
この番組の厳密な意味での「司会者」は、スタジオで進行やルート紹介を行う「総合司会」であり、あくまで出題担当の福留/福澤は「出題・海外リポーター」（第1回-第10回）または「出題・リポーター」（第11回-第16回）であった。第1回から第16回までオープニングのクレジットでは一貫してこれらの表記がなされてきた（第5回までの紹介クレジット順は高島→石川→徳光→福留であった）。しかし、回を重ねるにつれて挑戦者とともにニューヨークを目指し、「アメリカ横断ウルトラクイズ」という旅の実質的な進行を行う「出題・（海外）リポーター」が番組の主軸をなす意味合いが強まっていった。そのため本番組の司会といえば福留/福澤と一般的に認識されており、福留/福澤ともに本番組司会者と自負している。また、第13回、第14回、第16回はスタジオパートが無く「総合司会」が設置されなかった。
国内予選、第1CP、決勝戦、スタジオパートへの出演時は、番組オリジナルのブレザーを着用していた。
- 福留功男
  - 第1回から第9回と第11回から第14回までの全編、第10回は分岐する前と北米ルート、ニューヨーク決勝[注 25]、第15回の第1問正解発表までと、“今世紀最後”の全編を担当。
  - 予選開催時の基本フレーズは「みんな! ニューヨークへ行きたいかーっ!!」「どんなことをしても、ニューヨークへ行きたいか!!」「罰ゲームは怖くないかーっ!!」であった[注 26]。
    - 他にも、罰ゲームを行う敗者に対して「何か言い残す事は!?」、どろんこクイズで間違えた解答者に対する「そんなわけねぇだろ!!」、念を押す時の「ただ、し!」などの名台詞があった。

  - 番組開始当時は35歳の中堅アナウンサーで、『（シャボン玉）歌まね合戦スターに挑戦!!』や単発番組のナレーションを担当していた。局側から「アナウンサーならば1か月ロケ分のギャラがかからないし、経費節減になる」との理由で選任されたが、当時クイズ番組の常識とみられていた「主観的な進行と客観的な出題は別人の役割」という概念を覆し、進行と出題を一人でこなす技術を編み出したことで、一躍本番組の看板人物かつ日本テレビの主力アナウンサーとなった。
  - 司会ぶりが評価され、1986年に第23回ギャラクシー賞・選奨を受賞[23]。
  - 1987年（昭和62年）の第11回で福留は当時45歳を迎えており、この当時のウルトラクイズの参加上限である45歳に達したため福留自身も引退を宣言するが、敗者の味方・徳光和夫とスタジオの総合司会でこの時挑戦者として参加した高島忠夫の説得により宣言は保留された[注 27]。
  - 1991年（平成3年）の第15回（福留が日本テレビを退社した年）で、前年に胆石の手術をした影響もあり、「体力の限界」を理由に第1問正解発表をもって勇退し（後述を参照）、後述の福澤に後を託した。その後、1998年（平成10年）の“今世紀最後”で再び司会を務めた。この“今世紀最後”では従来の「出題・（海外）リポーター」ではなく「Mr.ウルトラクイズ」の異名が付けられた。
    - 勇退後の同年9月9日、自身がメインキャスター（2代目）を務める『ズームイン!!朝!』に出演、冒頭「例年ですと今頃、成田でジャンケンをやっている頃です」、「もう、半分敗者が出た頃です」、「15年振りに9月に日本にいるのは最高です」と上機嫌であいさつしており、同じ頃成田空港の「成田エアポートレストハウス」でも、福澤と挑戦者たちが第二次予選「ジャンケン」を一旦中断して様子を見ていた。

  - 初期は明朗活発に振舞っていたが、カメラの回っていない時や中期以降は冷静さも垣間見せ、挑戦者に対して説教する場面も多く見られた。
  - 出題する際、必ず「問題」と言ってから問題文を読む（これは福澤にも継承されている）。
  - 着用しているブレザーの色は回によって異なっており、第1回・第2回は黄色、第3回-第6回・"今世紀最後"は白、第7回-第10回は水色、第11回は藍色、第12回・第15回は青、第13回は深緑、第14回はベージュ。
  - 第2回では準決勝（ボストン）を放送する前にスタジオに現れ、準決勝のクイズ「熱気球ダウンアップクイズ」の様子がボストンの新聞に掲載された事を、総合司会の高島と石川に教えた。国外リポーターが「クイズ王の凱旋入場」以外でスタジオに来たのは、これが唯一である。
- 福澤朗
  - 第15回の第2問以降と第16回の全編を担当。決まり文句は「ニューヨークへジャストミート!!」。
    - 「ジャストミート」の文句は当時かなりインパクトがあり、1991年12月13日にTBS系列で放送された『1億2000万人の流行語大賞II』（『金曜テレビの星!』）でも、第15回の第一次予選で福澤が登場する場面と共に放送された。

  - 就任前の第1週OPでは「出題・海外リポーター」は福留がクレジットされ、福澤はノンクレジット（新総合司会の小倉淳アナと永井美奈子アナはクレジット）、ナレーションもOPまでは福留が担当し、福澤就任後は福澤に変更された[注 28]。
  - 就任当時は入社4年目の28歳で、『全日本プロレス中継』の実況などで徐々に知名度と評判を上げていた。同年『全国高等学校クイズ選手権』も福留から引き継いだ。新しいウルトラクイズの歴史を作っていくことを目指したものの、翌1992年（平成4年）の第16回で終了となり、また“今世紀最後”も担当しなかったため、わずか2回だけとなった。後に、福澤は『ズームイン!!朝!』も3代目司会者として福留から引き継いだが、反対にズームイン司会交代と前後して収録が行われた当番組の“今世紀最後”は福留が復活する形となった。
  - 後年、日本テレビ退社時の会見やインタビューなどで本番組の進行を福留から引き継いだことに大きなプレッシャーと辛さを感じていたことを明かした。それとともに「メモリアルな仕事」だとも述べ、番組への深い思い入れを語った[24]。
  - 着用するブレザーは、常に赤色だった。第一次予選でのクイズ正解発表時の基本フレーズは福留とは異なり「正解は、これだーっ!」であった。

### 総合司会（スタジオ司会）
スタジオでの番組全体の進行を担当した。詳しくはスタジオパートを参照。
第1回-第12回
- 高島忠夫[注 29]
- 石川牧子（第1回2週目ではアシスタント。第4回では第一次予選レポーター〈後述〉、第7、8回ではツアー同行アナウンサーも務めていた）
- 徳光和夫（第1回2週目のみ）

第15回
- 小倉淳[注 30]
- 永井美奈子

“今世紀最後”
- 伊東四朗
- 松本明子

### 国内リポーター（敗者の味方）
国内予選会場（後楽園球場、東京ドーム、成田（羽田）空港）で、敗者へのインタビューを行いつつ、ヘルメットをかぶり、敗者たちに玩具のピコピコハンマーで叩かれる役 を毎回こなした。
第一次予選の主に中盤以降で、敗者復活戦の実施を福留に要求（うち第10回では第1問終了直後で要求）したり、第二次予選では開始前に福留/福澤の前に現れ、ジャンケンの撤廃や全員通過を訴える役割、空港での敗者復活戦の進行役、敗者の代表として飛び立つ勝者たちが乗った飛行機に向かってのシュプレヒコール役も務めた。
- 徳光和夫（第1回 - 第11回、“今世紀最後”）
  - 敗者の味方としての徳光の出演と敗者にピコピコハンマーで徳光を叩かせる演出は、第1回開催直前に急遽決まった。徳光によれば「日本テレビの代表として、一番露出度が高いお前さんが殴られるしかない」と言われて引き受けたとのことである。
  - 第二（三）次予選は第1回から担当し、ピコピコハンマーも既に使用したが、第一次予選は第1回では担当せず、第2回から担当。ただしこの時はピンク色のヘルメットは被ったもののハンマーは使用せず、敗者は素手などで叩いていた。第一次予選でハンマーで叩かせるのは第3回から。また第4回では第一次予選は担当せず、総合司会の石川アナが代役になった（石川へのピコハン叩きは行わなかった）。
  - 第一次予選では、第5回で予選を突破した第3回クイズ王・宗田利八郎に対して「あんな顔のどこに知性があるんだ？」と叫んだかと思えば、第6回で交通渋滞ゆえに第一次予選に間に合わなかった挑戦者に「そのへんに路上駐車すればよかったのに」、第8回の第一次予選で「バストの大きな人は胸のレントゲン写真の写りが悪い」の問題に落ちた女性挑戦者に「乳癌に気を付けて」と言ったこともある。
  - 成田でのシュプレヒコールは、「お前たちは日本の恥部だ！」「俺達の青春を返せ！」「日本テレビはもう見ないぞ！」「NHKでやれ！」などのほか、「今日から三週間は、天中殺だぞ！」（第3回。天中殺ブーム）、「対日感情は良くないぞ！」（第4回。日米貿易摩擦） 、「お前たちが泊まるホテルにはスプリンクラーが付いてない！」「おまえらの泊まるホテルの社長は蝶ネクタイだぞ！」（第6回。ホテルニュージャパン火災）、「舳先は今サハリンに向かったぞ！」（第7回。大韓航空機撃墜事件。グァム出発日のわずか3日前に発生）、「涅槃で待ってろ！」（第7回。沖雅也の遺書）、「お前たちの機内食は辛子蓮根だ！」（第8回。辛子蓮根食中毒事件）、「ジャンケンで勝ったお前達は、疑惑の勝利者だ!」「お前達の帰り道は、フルハムロードだぞ！」（第8回。疑惑の銃弾・ロス疑惑）、「アメリカはエイズの国だ！」（第9回。エイズウイルス発見）といった時事絡みのブラックジョークが多かった。第5回では、「同期の桜」の替え歌「動悸の錯乱」を全員で歌ったこともある。
  - 着用するブレザーは、福留及び総合司会と共通だった。
  - 第3、4回では自身によく似たマネキンが置かれ、相手の心境に応じて本人の代わりに叩かれた。
  - 第7回から第10回までは体調不良（痔）のため、ピコピコハンマー叩きは少なく、代わりに全身落書きが行われた。
  - 第10回のみグァムの空港まで同行していた（ただし敗者機側）。国内リポーターが国外に行った唯一の例である。
  - 第11回では助手の日高直人を連れ、男性挑戦者に叩かれる際には日高が代わりに叩かれた。
  - 第11回は敗者復活名古屋縦断ミニトラクイズを断行。成田から名古屋小牧飛行場まで飛び、名鉄小牧線の小牧駅前までバスと列車（第2チェックポイントと列車乗車部分は本放送ではカットされた）を乗り継ぎ、当時小牧駅前にあったパチンコ店「ニューヨーク」で2000発以上獲得でグアム行きとなるという、これまでにはなかった敗者復活を担当。店前では出題、店内ではクイズ実況と終了後のアナウンスも担当している。
  - 第12回と第13回では茅ヶ崎市から参加の一挑戦者として東京ドームの第一次予選に参加。第13回では第一問を突破しグラウンドに降りたが、予選通過は果たせなかった。第12回1問目で敗れた際には、後任である渡辺に自らが番組で使い続けてきたヘルメットを譲り渡し（それまで渡辺はヘルメットなしで叩かれていた）ピコハン叩きも行った[注 32]。第14回からは『クイズダービー』、『徳光のTVコロンブス』と他局のレギュラーの仕事に専念するため参加できなかった[注 33]。
  - “今世紀最後”でも『ザ・サンデー』への出演があったが、番組終了と同時にクイズ会場へ駆けつけ、予選終盤から登場した。ただし当時57歳という高齢を理由に、ほとんどの叩かれ役を若手アナの菅谷大介に任せた。なお久々の成田シュプレヒコールは、時期ネタは「長嶋監督も責任を取って丸坊主になりました。罰ゲームは丸坊主だ!」（1998年7月31日の阪神×巨人戦でバルビーノ・ガルベス投手が主審目掛けてボールを投げつけ、同年8月2日の同カードでは巨人・武上四郎コーチと阪神・大熊忠義コーチが乱闘になった責任）程度に抑え、最後には「気をつけて行ってらっしゃーい!」「がんばれよー!」との台詞で締めた。
- 渡辺正行（第12回 - 第16回）
  - 福留が明治大学の先輩にあたるため、言いくるめられることが多かった（言いくるめられて裏切ったこともある）。
  - 成田では時に新ルールを提案したりしていた徳光とは対照的に、常に全員通過で押し通していた。
  - 敗者復活がなくなった第15回ではジャンケンの敗者に対し、余興として当時渡辺が出演していたハウス食品の菓子「ジャック」（販売終了）のCMの替え歌を披露した。また第16回で成田では、福澤に「今年も来たな、豆親父!」と言われ、「マメー」と返していた。これも当時の「ジャック」のCMネタである。
  - 成田の勝者に対するシュプレヒコールでは、徳光と異なり、ほとんどが自虐ネタだった。
  - 着用するブレザーは常に青色だった。
  - 第15回・第16回で共演した福澤とは、レギュラー開催が終了したあとの1994年、当時日本テレビの看板クイズ番組であった『クイズ世界はSHOW by ショーバイ!!』で、福澤が前年逝去した初代司会者・逸見政孝の後任司会者に就任したことで再び共演を果たした。

### 国内リポーター（その他）
国内予選で登場したが、その役目は主に徳光や渡辺とともに敗者にピコポンハンマーで叩かれる役回りである。海外リポーターとの兼任はここでは除外する。
- 日高直人（第11回）
- 鈴木健（第15回、ドームのみ）
- 菅谷大介（“今世紀最後”、ドームのみ）
- 柴田倫世（“今世紀最後”） - 彼女へのピコハンは行われず、菅谷と共にドーム受付での前説や日テレで行われたピカイチ技一次審査の司会を担当した。

### 海外リポーター
出題者の福留が万一病気などで現地での司会進行ができなくなった場合、代理として出題役などを務められるように設けられた。第13回・第14回では敗者予想も行った。
- 石川牧子（第7回・第8回） - OA分出番無し。第7回グァムでは、泥んこプールに飛び込んでいる。この場面は『ズームイン!朝』で放送された。
- 日高直人（第9回・第10回） - 主にクイズのルールやペナルティの実演・罰ゲームの実験台を担当し、福留からよくからかわれる存在であった。第10回では南米ルートの出題も担当。
- 増田隆生（第11回） - 名古屋での敗者復活戦の出題から担当、名古屋敗者復活者の機内ペーパークイズ試験官も行いツアーに合流。ハワイで罰ゲームのマラソンクイズの出題役、ロサンゼルスでルーレット係、マイアミでエバーグレース大湿原での実況を担当。
- 小倉淳（第12回-第14回） - 主に福留が参加できない状況下での進行役や「二重音声クイズ」の出題を担当、第12回と第14回では賞品地のリポートも行った。
- 鈴木健（第14回） - 予興クイズの出題やオレゴン街道でのマラソンクイズのサポート役を担当していた。
- 多昌博志（“今世紀最後” 西インド諸島のみ） - OA分出番無し。福留未到着の場合に備え、現地に先乗りしてスタンバイしていた。

### コンピュータ予想
日本テレビのコンピュータルームにおいて、次のチェックポイントで失格となる挑戦者や、決勝戦で優勝する挑戦者の予想をコンピュータを用いて行った。後期の大会ではCGを使ったミニゲームも取りいれられた。スタジオパートを参照。第5回まではマイクを持ちながら進行していた。
- 徳光和夫（第1回・第2回・第4回・第8回-第11回）
- 白岩裕之（第3回・第6回）
- 小林完吾（第5回・第7回） - 登場シーンでは当時彼がキャスターを務めた「きょうの出来事」のテーマ音楽が使用された。
- 永井美奈子（第12回） - 当時彼女がキャスターを務めた「あすのお天気」のテーマ音楽が使用されたシーンもあったり、巫女のコスプレで出てきた回もあった。

### ナレーター
通常、ナレーションはクイズ進行役の福留/福澤が行ったが、彼らが不在のシーンや次回予告や舞台裏などでは他の者が担当する場合もあった。
- 小倉淳（第13回ルート紹介、敗者予想、次回予告・第14回賞品地）
- 鈴木健（第14回ルート紹介、次回予告・第16回次回予告、ノンクレジット）
- 郷里大輔（“今世紀最後”前編、冒頭シーンとラストでの勝ち残った挑戦者紹介、ノンクレジット）

## 主なスタッフ
- 協力：アメリカ商務省観光局、パンアメリカン航空、コンチネンタルミクロネシア航空、近畿日本ツーリスト、神本プランニング（第15回まで）ほか
- 審査委員長：佐藤孝吉（第1回-第5回）、白井博（第6回-第10回）、高橋靖二（第11回-第16回）
- 大会委員長：北川信（第11回）、岡田晋吉（第12回）、高橋久仁（第13回・第14回）、太田杜夫（第15回・第16回）
- 企画：山崎将暉（第1回-第7回）
- 構成：萩原津年武、望月敏、わたなべ研一、高山ゆう子、田淵寛、松井尚、藤原琢也、原田俊弥、堀越詔彦、折戸泰二郎、本田泰、三木睦郎、岩沢景子、わぐりたかし、明川哲也、稲原誠、西田秀城、松村幸子、弓場伸治ほか
- 音楽：大谷幸、吉田邦夫（共に第16回のみ）
- 問題作成：テレピットほか
- 問題チェック：大野利明
- イラスト：くどう昭
- 技術：後藤勝彦
- 撮影：川田正幸、金子二三夫、黒澤清図、深山健一郎、木村祐一郎ほか
- 編集：坂内三容、照井教全、弓削とよ、米山内順子、鈴木教全、馬場勝
- VTR編集：佐治泰幸、洲脇健一
- 音効：岩味潔、高橋柳太郎、塚田益章、岡田貴志、塩屋吉絵、渡辺直子
- 演出：日比野研、土橋正道、柏木登、加藤義人、倉内均、加藤就一、篠崎安雄、雨宮秀彦、仲川陽介、稲垣昭彦、山根真吾、竹内満、保坂秀司、碓田千加志、喜園伸一、狩野英一、及川直浩、浜崎裕二、箕野ちえみ、梅原幹、松崎聡男、川野真、小路丸哲也、勝田晃生、長嶺正俊、下山元、渡辺明、清博、大塚歩、細野雅人ほか
- 総合演出：佐藤孝吉（第1回-第5回）、白井博（第6回-第10回）、加藤就一（第11回-第15回・“今世紀最後”）
- プロデューサー：佐藤孝吉、重延浩、佐藤利明、高村裕、秋原道也、白井博、鶴野徹太郎、井上雅子、倉内均、武藤幸恵、小野毅、高橋靖二、篠崎安雄、神成尚亮、初川則夫、廣田潤、下苧坪洋彦、チャールス・リー、稲塚秀孝、青海鉄山、安藤正臣ほか
- チーフプロデューサー：高橋靖二（第12回-第16回）、篠崎安雄（第12回・第13回）、城朋子（“今世紀最後”）
- 製作協力：ジャパン・クリエイト（第1回-第7回）、テレビマンユニオン（第1回-第11回）、タキオン（第12回-第14回）、才 SAI（第16回）、トマホーク（第8回-“今世紀最後”）、チップトップ（第8回-第16回）、日本テレビビデオ、ワイズメンコミュニケーションズ、イズム（“今世紀最後”）
- 制作：石川一彦、中村公一、佐藤孝吉、山中義仁、藤原千晶、高橋進（第9回-第14回）、篠崎安雄（“今世紀最後”）

## 大会の流れ
この節では、1回ごとの「アメリカ横断ウルトラクイズ」の大会の大まかな流れを解説する。なお、ここでは最もオーソドックスなパターンのみを記し、例外は極力省く。
クイズの詳細についてはアメリカ横断ウルトラクイズのクイズ形式を参照。
- 「アメリカ横断ウルトラクイズ」はアメリカに旅立つ前にまず、日本国内における予選から始まる。8月中旬ごろ、日本各地から大会に応募した挑戦者たちは東京にある予選会場（第11回まで後楽園球場、第12回以降東京ドーム）に集合。ここで「国内第一次予選」が行われ、数多くの挑戦者の中から100名+αに絞られる。
- 8月末から9月初旬ごろ、第一次予選を通過した挑戦者たちは、海外旅行用の荷物を持って日本テレビ本社に集合し、ここから決勝地に向けての旅が始まる。翌朝、成田空港内のホテル、成田エアポートレストハウス（第1回は成田開港前だったため羽田空港内の羽田東急ホテル。“今世紀最後”ではホテル日航ウインズ成田）において「国内第二次予選」が行われ、人数は約半分の50名+αとなる。ここでの予選を通過して、挑戦者はようやく国外へ向かう飛行機に乗ることができる。ここで予選が終わり、本選に突入する。
- 本選ではまずグアムまたはサイパンへ向かう飛行機内で第1チェックポイント（機内ペーパークイズ）が行われ、以降、決勝地にたどり着くまで、10-15前後のチェックポイントでクイズが行われる。クイズで一定条件を満たせば勝ち抜け次のチェックポイントへ進むことができる。敗れると失格となり、罰ゲームを受けて日本へ送還される。
  - 第2・第3チェックポイントはほとんどの場合グアム、サイパン、ハワイといった離島で行われ、全体の半数近くが一度に敗者とされることも多い。敗退者が多すぎた場合、敗者復活戦(第3回と第15回では敗者復活戦はなし)、勝者が多すぎた場合勝者決定戦が行われる。
  - やがて人数が10-20名に絞られたところでアメリカ大陸本土に上陸。準決勝までの各チェックポイントではバラエティに富んだクイズが行われる。敗者は1回のチェックポイントにつき、おおむね1名から2名[注 35] となる。敗者への罰ゲームも本格的に行われる。
- 挑戦者の人数が2名（第11回のみ特例で3名）にまで絞られると、最後のクイズ会場で決勝戦が行われ、ここでの勝利者が優勝、「クイズ王」となる。クイズ王となった者は優勝旗が授与され[注 36]、賞品地へおもむき、優勝賞品を受け取ったあと日本へ帰国する。

以上が1回ごとの大会の大まかな流れである。日本テレビを出発してから優勝者が帰国するまでの行程は3週間から1か月ほどであった。

## 使用機材
ほぼ全編が海外ロケの本番組では、以下に挙げるような機材が使われた。

### 早押しテーブル
解答席「早押しテーブル」は、金属製・もしくは木製の折りたたみ式のものが使用された。テーブル上には解答者が問題に答えるときのマイクと早押しボタン（後述）が設置された。マイクについているウインドスクリーンは後述の早押しハットと同色のものが使われた。早押しクイズだけでなく、三択クイズやリレークイズなど大多数の個人戦クイズで使用された。
早押しテーブルは挑戦者の人数分横一列に並べられたが、残り人数10名以上の段階では2段に分けて配置されることもあった。挑戦者は第1回を除き原則として、カメラから向かって左側の席から（2段の場合は下段が先。ただし初期は上段が先の回もあった）挑戦者番号の若い順に着席した。リレークイズなどではあらかじめ抽選などで席順を決めた場合もあった。
準決勝での通せんぼクイズ（通過クイズ）の通過席は、"今世紀最後"を除いて起立式のテーブルが使用された（"今世紀最後"では挑戦者が目隠しをしていたためその場に起立していた）。
デザインは基本的に濃紺に近い青色を基調としていた。デザインの移り変わりは次のとおり。
- 第1回は青一色のテーブルに、番組シンボルマークである「?」マーク、「アメリカ横断」、「ウルトラクイズ」のロゴが別々にそれぞれ白地に赤い文字でステッカーで貼られており、マイクはテーブルの外から一般的なマイクスタンドを使って取り付けていた。ハワイと決勝以外ではカメラ側から見てテーブル左には紙製の得点板が置かれ、解答ごとにスタッフの手で操作していた。
- 第2回では水色と白のテーブルが交互に並べられ、テーブル上部に「?」マーク、下部にロゴが直接ペイントされ得点板は撤去された。得点表示は全大会通じて[25]各解答者のポイント増減時、または一斉に長四角の枠の中に符号付きで得点がテロップ表示された[26][27]。得点表示の長四角の枠、数字や符号の文字の大きさも、回によって異なっていた。
- 第3回以降は青地のテーブルの下部に太く白いラインが入り、ライン上に赤字で番組ロゴが、青い部分に「?」マークが描かれたものが使用され、以降このデザインが定着した。細かなデザインや色は各回で微妙に異なる。第8回からは「?」マーク周辺に星が彩られるようになった。なお『史上最大の敗者復活戦』で使われたテーブルもこれと同じだが、下のロゴが「ウルトラクイズ」、「史上最大の敗者復活戦」に変更されていた。
- 第9回の決勝ではフランス国旗になぞらえて、本番組のロゴの下の部分が赤い色になっていた。
- 第11回の準決勝で第1回クイズ王の松尾清三が使用したテーブルのデザインは通常の早押しテーブルと同様でベースが赤だった。

### 早押しハット（ウルトラハット）
挑戦者は早押しクイズを行うとき、早押しハットと呼ばれる帽子を頭に被って行った。別名として「ウルトラハット」、または単純に「帽子」と呼ばれることもあった。
シルクハットを模した早押し判定機で、本体はアルミまたはスチール製、白い大きな星模様で、ハットの内側にはウレタンもしくはスポンジが張られ、ハットを頭に固定する白い紐とビニールチューブがあったが、第14回以降はベルトとマジックテープで固定する方式となった。本体の重さは頭に被るものとしてはかなりあるようで、第15回クイズ王・能勢一幸は、初めてハットを被った時に「思っていたよりも重い」と発言している。基本は赤・青・黄・黄緑・水色・薄紫の6色であるが、初期の頃は茶・橙・桃・深緑等の色もあった。また、国内一次予選冒頭でのデモンストレーションや、第11回の準決勝で松尾清三が使うゲスト用、"今世紀最後"のハワイではそれぞれ星条旗柄の早押しハットが登場し、「史上最大の敗者復活戦」の準々決勝で「クイズ王連合軍」が使用した物や翌年の第7回では金色の早押しハットが登場した。第2、3回では決勝をのぞいて、早押しハット正面の星の部分に番号が書かれていた。基本的に有線式であるが、第13回のゴールドコーストでの敗者復活戦と第14回のタヒチでは、早押し機を背負うワイヤレスタイプがあった。また"今世紀最後"の準決勝（通せんぼクイズ）では、通常はテーブルに搭載されているマイクが着けられているが、これは、通常の通せんぼクイズは3問正解すると「通過席」に移動するのに対し、この回では目隠しを掛けている（勝ち抜き者だけ外せる）ために通過席がなく、その場で起立して答えるためである。
第1回の早押しハットの色は解答者によって固定されており、勝ち残った解答者は決められた色の早押しハットを被っていた。決勝で使う早押しハットが赤と青に固定されたのは第3回から（基本的には向かって左の挑戦者が被るのが赤、右の挑戦者が青。逆の回もあった）で、第1回は桃（優勝者の松尾清三）と緑、第2回は赤と緑（優勝者の北川宣浩）の早押しハットが使われ、第11回で3名が決勝に進出した時は際は赤・青に加えて黄色が決勝で使われた。
解答権を得るとハット上部の「?」マークが立ち上がる。開発当初は垂直に「?」マークが出てくる形を想定していたが、技術的に不可能だったため、「立ち上がる」スタイルになった。第11回の準決勝で対戦者の松尾清三の早押しハットの札がアメリカの交通標識の「STOP」札となっていた。第1回のみ電磁石で「?」マークがくっついており、解答権を得ると「?」マークが磁石から外れてバネの力で立ち上がり、回答後に解答者が自分で「?」マークを倒して電磁石に付けていたが、第2回以降は「?」マークが自動で立ち上がったり倒れたりするソレノイド方式になった。当初は「?」マークがゆっくりと立ち上がり、「?」マーク自体もビニール紙でできていたが、第5回以降は「?」マークも金属製になり、立ち上がりもシャープになった。当時のクイズ番組で一般的だったランプやパトライト（回転灯）形式にしなかったのは、ウルトラクイズの場合、クイズの大半が昼間の屋外で行われるため、太陽光でランプやパトライトの光が見えにくくなり、回答者の判別が困難になる可能性を考慮したためである。そのため早押しハットは頭に被るだけ以外にも解答装置の一部として用いられることも多かった。時には「?」マークが立ち上がる駆動部のみをテーブルに直接付けたり、パトライトを使用することもあった が、基本的には頭に被らない場合でもハットのままの状態で使用していた。ハットは毎回新しい物が作られていて、1個あたりの製作費用は開催当時の値段で約95,000円前後と後に紹介された。現在でもこのハットはデザインや「？」マークを別のものに変えたりして、日本テレビ系列のバラエティ番組などでよく使われている。
割と安定性があるのか、普通のソフト帽子をかぶった上から早押しハットをかぶる挑戦者がいた。
ハワイ入りの際、ホノルル空港でハットが税関に引っ掛かったことがあったが、その場で電源を繋いで実演をし、税関職員を納得させて通過し事無きを得たということがあった。
第4回ではクイズの際にハット上部にハチマキを巻く挑戦者がいたが、以降はハチマキをした上からハットをかぶる挑戦者が続出したため、前者の行為をする挑戦者はその後現れなかった。
第14回大会の第7チェックポイントのソルトレークで、黄のハットの「?」マークが立たなくなる不具合が起きてしまう。
2000年代前半にクレーンゲームの景品として、ウルトラハットのミニチュアが出たことがある。2022年1月号の児童雑誌『幼稚園』の付録として、ウルトラハットと早押しテーブルのミニチュアが付けられた。自分で組み立てる紙製のハットに可動部とボタンがあり、ボタンを押すと早押し音と共に「？」マークが立ち上がるようになっている（かぶることはできない）。

### 早押しボタン
早押しクイズで使用されるボタンは、ハットと同色（第4回までは白のみ）のボックスに小さなクリックボタンが付いたものであった。ボタン自体の色は第11回までは特定の色に決まっておらず、ボックスの色とは無関係に様々な色が使われていたが、第12回からは赤に統一された。このボタンは早押しテーブル上の挑戦者の右手の位置に固定されていたため、左利きの挑戦者に対しては考慮されておらず、不自然な体勢で左手でボタンを押す挑戦者もいた（第15回の準優勝者等。左手の肘をテーブルに乗せてボタンを押す挑戦者が多かった）。
第7回から手のひら全体で押すタイプの新型ボタンが登場した（第7回では全編でこのボタンが使われ、ボタンは右側でなく、テーブルの中央に配置されていた。さらにボタンを押すまでは両端に付いているバーを両手で握っていなくてはならなかった）。この新型ボタンは第7回以降も、ダイビングクイズやマラソンクイズなど、『ボタンを押す体勢が安定しないクイズ』や、遠方から走ってきてボタンを押すような体力系のクイズ形式に多い、『強い力でボタンを叩く事が多いクイズ』で使われた。ウルトラクイズ終了後にこの新型ボタンは、押す部分全体がゴムで覆われている防水性タイプに発展し、現在の『高校生クイズ』などでも使用されている。
クイズを行う場所や形式の関係上、早押しテーブルを設置することが困難な場合は、早押しボタンのボックスを挑戦者の手に持たせる、多人数が参加する国内予選の敗者復活戦や、第15回ハワイの対決早押しクイズで、早押しボタンを頭の上部にくくり付ける、第12回のアラスカ鉄道の列車内での早押しクイズで、早押しの大型ボタンをベルトで太ももにくくり付けるなど、体の一部に早押しボタンをくくりつける方式があり、主に団体戦などの特殊なクイズ形式では、ボタンの代わりに足で踏むことによって解答権が得られるマット式のものが使われることもあった。

### その他
ネームプレート
第1回ではアメリカ本土上陸以降（羽田では番号のみのプレート）、第2回以降は第二次予選から各挑戦者の胸に、挑戦者番号と名字（第1回は手書きで名字のみ。第2回〜第4回は番号と名前が横一列、第5回以降は上に番号、下に名前が書かれている形式で、いずれも白い長四角のネームプレートが使われた。同じ苗字の挑戦者が複数いる場合は括弧で名前の最初の一文字が書かれた。きょうだいで参加している挑戦者は苗字のあとに（兄）（姉）、（弟）（妹）と、夫婦で参加している挑戦者は、苗字のあとに(夫)(妻)と書かれた。過酷な体力系クイズなどで破損した場合はクイズ終了後にその都度新しいものに変えていた。第2回からは紐が付けられ首から下げる物が使われ、その後衣服に安全ピン等で取り付ける形に変わった。どろんこクイズなど安全ピンの針が事故になる可能性のあるクイズでは、最初はホッチキスで衣服に留めていたが、後に全体がシールになった紙製のものを衣服に貼り付ける形のものが使われるようになった。第11回では久伊豆神社のおみくじで大吉を引いた挑戦者には赤色で「吉」のシールが、大凶組には黒色で「凶」のシールが右上に貼られた。優勝者が賞品地を訪れる際には外された（第15回は除く）。
勝ち抜けメダル
本選のチェックポイントを勝ち抜けた挑戦者には、本番組のシンボル「?」マークのメダルが首にかけられた。グァムやハワイではメダルの代わりにレイがかけられた。また、バラマキクイズや前期の三択クイズでは、ポイントを獲得するごとにメダルがかけられた。この場合メダルではなくワッペンが使用されたこともある。
ロゴシール
挑戦者の携帯している荷物に貼られるだけでなく、三択クイズにおいて上記以外での得点代わりとして衣類に貼られたりもした。第6回の推理クイズでは1周目で不正解になった挑戦者にのみ貼られた。
○×ボード
第1回・"今世紀最後"の国内第一次予選で使用された他、各回にて一斉形式の○×札揚げクイズを行う場合に使用された。○が黄色の地に黒い丸印、×が黒地に黄色いバツ印となっている。第12回のアラスカ鉄道では最初の勝ち抜けクイズの3択不正解者がこのボードの×側を掲げ、回答権が無いことを示していた(類似のものは第15回の封鎖クイズで使われた)。第13回・第16回では深夜の奇襲クイズとして○×が書かれた枕を使用し、頭上ではなく目の前に掲げる方式であった（枕は白く、○は赤で、×は青で書かれていた）。"今世紀最後"では国内第一次予選で久々に使用されたが、この時使用されたのは薄い紙製で、不正防止のために各問題の回答時に掲げる側の穴を開ける部分が存在した。札（枕）を掲げる時の掛け声は「Hold Up!」。
敗者復活タスキ
第9回から使用された襷（敗者復活戦が一切無かった第15回は除く）。挑戦者の中には一度敗退した後に敗者復活戦を勝ち抜いて本戦に進出・復帰する者もおり、そのような挑戦者の中にはクイズ中、『敗者復活者』と書かれたタスキをかけていた者がいた。このタスキは挑戦者である限り収録時は外すことを許されず、罰ゲームにおいても常に着用を義務付けられていた。復活者は基本的には他の挑戦者と同じ扱いだが、復活者が活躍すると福留に茶化されたり、劣勢となると一度這い上がったことを理由に発破をかけられるなど、挑戦者一人ひとりの個性が掴みきれていない序盤から中盤のCPでは重要な個性となっていた。敗者復活した挑戦者の活躍率は高く、敗者復活からクイズ王になった挑戦者もいる 他、敗者復活者同士で決勝戦が行われた回もある。
○×ボール
第3回より国内第一次予選の「○×走りクイズ」に使用するボールで、素材は子供用のごく普通に売られているゴムボールで、「○ボール」は赤いボール、「×」は白いボールに、それぞれ黒で「○」「×」と書かれてたもの。「○サークル」「×サークル」と挑戦者スタートラインの間に設けられたエリアに多数置かれており、挑戦者はクイズが出題すると解答サークルに移動する前に、「○」または「×」のボールをエリアから取らなければならない。時間切れは元より、取ったボールとサークルが違ったり、ボールを二つ以上取った挑戦者は失格となる。また第5回からは第1問が出題後、一塁側（×エリア）や三塁側（○エリア）に移動する時には、それに相当するボールをゲートで受け取ってから移動する。
このボールが必要になったのは、前の第2回の「走りクイズ」で、第1問と第2問の2度にわたって「不正解側が一人、正解側が残り」というハプニングが起き、その理由が人数の多い方のエリアへ移動する「群集心理」であった事から、群集心理を避けるために使用となったもの。
なお「内外野お別れクイズ」などの一部のクイズでは使用されないが、それにより「群集心理」（特に歴代クイズ王に対する）が起きることもまれにあり、例えば、第4回第1問で第3回の宗田が不正解側に移動すると、宗田の故郷である福島県側の挑戦者も宗田と同じ場所に移動したため、宗田を含む福島県挑戦者が第1問で全滅、また第9回では、第3問で第3回の宗田・第8回の石橋を頼って多数の挑戦者が不正解側に移動し、多数の失格者が出るという事が起きた。また『史上最大の敗者復活戦』での、各地予選での「○×クイズ」には使用されなかった。
ジャンケンインジケーター
国内予選の一つ「ジャンケン」で勝利数を表す装置。第1回から使用されているが、その第1回はステージの両脇に備えており、大きさもかなり大きく、勝利数を表す部分（色は白で中央に数が振られている）も全体の半分以上もあった。次の第2回からはステージ中央に備え、全体の大きさも大人の腰の部分までに縮小された。また勝利表示部は第1回と同じく白であったが、第7回から黒となり、片方に電球、もう片方に数字が表示される様になり、以後"今世紀最後"までこの形式となる。ただし例外として、第3回は金属製ポールに丸ランプが3つだけと簡略化された。またいずれの時もジャンケンに勝つたびに下からランプが点灯する仕組みだが、福澤時代（第15・16回）で行われた「炎の一本勝負」（1回勝つだけで勝ち抜け）の時は、自分のランプがフラッシュするというパターンが加わった。
なお『史上最大の敗者復活戦』決勝戦で行われた、家族参加の7勝先取ジャンケンの時は、通常の蛍光部のところに6個（上下に3個ずつ）、そして蛍光部の上にはもう一つのランプが付けられていたインジケーターを使用した。
大声インジケーター
「大声クイズ」で使用される、挑戦者の声の大きさを示す装置。クイズは第8回から採用されたが、当初はインジケーターは無く、次の第9回から採用された。ゾーンは5つ（第16回のみ8つ）あり、最上ゾーンまでランプが付くと早押しハットが作動する仕組み。ゾーンランプは第9回のみ8つの小さいランプが「2×4」に並んでいたが、第12回から大きいランプが1個だけ装備される様になり、また第14回からはインジケーターの大きさが半分ほどに縮小された。なお第11回ではインジケーターは使用せずにパトライトを使用、第10回では第8回以来のランプ無しとなった。
組み分けゼッケン
第10回から団体戦の組み分けに使用されるゼッケン。黄・青・赤・緑の4種があり、それぞれ中央に白の円が描かれ、その円にはチーム名称の頭文字が黒で書かれていた（ただし青だけは円が黒、文字が白と逆になっている）。また第14回では第一次国内予選で、第1問を発表したテレビ放送を拝見した48〜50歳の飛び入り挑戦者には、黒丸に白で特と書かれた赤ゼッケンが着用された。
ワーストハチマキ
第13回から採用（「"今世紀最後"」は除く）。正面に「ワースト1位」・「ワースト2位」・「ワースト3位」（第16回のみ「機内〜」に変更）とそれぞれ書かれた3本の鉢巻で、第1チェックポイント「機内400問ペーパークイズ」の合格者からワースト3の挑戦者に配られ、頭に着用される（早押しハットを被って行うクイズではハットの周囲に装着）。鉢巻の色は白で、「ワースト」は青、「順位」は赤で書かれている（例えばワースト1位だと「ワースト1位」）が、第16回のみオール青に変更された（ワースト1位だと「機内ワースト1位」）。この鉢巻きも「敗者復活タスキ」同様、挑戦者である限り収録時は外されず、また罰ゲームの時でも常に着用される。
なお「敗者復活タスキ」着用者と異なり、鉢巻きを着用した挑戦者で準決勝以上まで行った者は一人もおらず、第15回でワースト1位になった女性挑戦者がエルパソへ行ったのが最高である。
サウンド
早押しボタンが押されたときの音・正解時や勝ち抜け時のチャイム音・不正解時や勝ち抜け失敗時のブザー音（子供向け自転車の電子ブザーとほぼ同じ）は、第5回まではチープなアナログ音だった。第6回以降は、現在『高校生クイズ』でも使われている特徴的な電子音になった。早押しボタンは「ポーン!」という電子音である。この電子音は、初登場の第6回ではやや間延びした緩い音だったが、回が進むにつれてシャープで硬質な音に変化していった。第1回から"今世紀最後"まで全ての回を通して使われたサウンドとしては、札揚げ形式のクイズの5秒間のシンキング音および回答時のアタック音がある。これらの音は現在でも日本テレビ系列のバラエティ番組でクイズ企画をする際に使われる事が多い。同回から同じく使われるようになった正解・不正解の音もセットで使われる事が多い。中には、収録時は別の音を使っていながらアフレコでこの音に変えている例も見られる。2009年からは、これらの音が日本テレビの携帯サイトからダウンロードできる（ただしサイト上では、『高校生クイズ』の効果音として扱われる）。そのほか、シンキングタイムでは、ストップウォッチの「チキチキ」の音が流れていた。「チキチキ」の間隔は0.1秒（10回鳴ると1秒になる）。

## クイズ形式
本番組では、○×クイズ、早押しクイズ、三択クイズなど様々な形式のクイズが行われた。グァムにおいて恒例化した「○×どろんこクイズ」、空から問題がばら撒かれる「バラマキクイズ」、大声を発して解答権を得る「大声クイズ」など本番組独特のクイズも毎回行われた。このほか、訪れた土地にちなんだクイズ形式やロケ地にちなんだご当地問題など、多種多様なクイズが出題された。クイズ形式によっては体力 や運 も試され、知力だけでは勝ち進むことができず、まさに「知力・体力・時の運」であった。問題の正誤判定基準は時に甘めであったり厳格であったりすることがあり、この基準が勝敗を分ける決定打になったこともある。

## 罰ゲーム
主にグァム以降のチェックポイント（決勝戦は除く）で敗れた敗者に対し、様々な罰ゲームが行われた。一般的には演出上の理由だが、挑戦者の個人的な都合で早く日本に帰りたいがために安易に負け抜ける者が出ないようにという理由もあった。罰ゲームの放映時間は一般的に、1つのチェックポイントにつき1分から10分ほどだが、収録にはおよそ2時間以上の時間が費やされていた。基本的に福留/福澤（第10回南米ルートでは日高）も罰ゲームに立ち会った が、行程上の理由でスタッフと敗者だけで罰ゲームを行ったこともある（第9回のドーバー）。
罰ゲームの最後には、「○月○日（クイズ収録日） 第○チェックポイント 失格者○○（失格者名） 帰国」 とテロップが出る。砂漠や迷路、荒野、海洋を使った罰ゲームで、終わる（帰国する）のが何時か分からない場合には、「帰国?」とクエスチョンマーク付きで出される場合もある。大半の罰ゲームでは失格者は行方不明もしくは消息不明、生死不明という演出をしているが無論、番組は責任を持ってちゃんと日本へ帰国させている。まれに「帰国予定」「やっと帰国」 や帰国中の敗者が画面に映った時には「帰国中」の表記も使われた。
視聴者からは、過酷な罰ゲームを批判する新聞投書をされたこともあった。それに対し、日本テレビは「主役たる敗者の真の姿を浮き彫りにするためにも罰ゲームを科している」「罰ゲームはいかなる場合もテレビ画面に見えないところで安全策をとっている」「本人の意志を尊重することは言うまでもない」と回答した。今世紀最後では高齢者の参加があったことに配慮し、スカイダイビングの罰ゲームでは強制ではなく、直前に行うか否か確認をしていた。
罰ゲームには以下のようなものがあった。
- 苦痛な状況を我慢する。例えば、氷河の氷を掘り出しその氷で作ったかき氷を食べる[注 64]、真冬の服装を分厚く着込み、砂浜に設けられた電気こたつに入って過ごし鍋焼きうどんを食べさせられる[注 65] など。後述の帰国手段系の罰ゲームと複合したケースもある[注 66]。
- 公の場などで恥ずかしいと思われることをやらされる。例えば、ホワイトハウス前の庭で囚人服を着てゴミ拾いをさせられる[注 67]、リンカーン記念堂のリンカーン像の前で「ウルトラ音頭」（『東京音頭』の替え歌）を踊る[注 68]、体に屈辱的な語句のシールを貼って日焼けさせる[注 69]、移動式バスタブのCMを繰り返す[注 70]、上半身裸でボディペインティング[注 71] をさせられるなど。
- スポーツやスタント、絶叫マシン、パフォーマンスなどの体験。闘牛体験[注 72]、フリーフォール試乗[注 73]、米海軍士官学校一日体験入校[注 74]、ジョー・フレージャーとのスパーリング[注 75] やルー・テーズとのプロレス勝負[注 76]、ロデオ[注 77] などがあった。失格者の嗜好と罰ゲームの内容によっては罰ゲームの意義が薄れる（むしろ労り、労いの性格が強くなる）[注 78] こともあった。前述の屈辱系と複合した小学校再入学+居残り授業[注 79] などもある。
- 非常に体力を消耗する作業や運動。階段で超高層ビルの屋上まで上がらせられたうえ屋上でマラソンをさせられる[注 80]、強力な磁石を引きずりながら空き缶などを拾い最後にその磁石で荷物が積まれたペディ―キャブを牽引して走って空港まで向かう[注 81]、スタッフに代わってクイズ機材の回収・撤収作業をやらされる[注 82]、ツアーバスの清掃[注 83] など。
- 非常に難度の高い作業。空き缶と棒、タコ糸でベースを作って演奏する[注 84] など。
- クイズ会場からの帰国手段そのものが罰ゲームとなっているもの。川や海の水上・水中を徒歩や貧弱な乗り物で渡って（流されて）帰国、砂漠を歩いて帰国[注 85]、北北西に進路を取り帰国を目指す[注 86]、熊やワニなどの危険な動物を連れて帰国する、犬・豚に道案内してもらい帰国する、敗者の帰る道がそれぞれ逆になっていてじゃんけんでどっちへ行くか決めなければならない[注 87] など。
- 現地に置き去り。荒野[注 88]、僻地[注 89]、ホテル[注 90] に置き去りにされる。現地の老婦人と結婚させられ、そのまま町に永住[注 91] など。
- ドッキリ系の罰ゲーム。ヒッチハイクして運転手（実際は米国俳優による演技）に銃を突き付けられ恐喝される[注 92] など。この罰ゲームは何度も行われ、似た形の罰ゲーム[注 93] も多く行われた。第5回テオティワカンや第8回グァムなど食事を振る舞われたと思ったらゲテモノ料理[注 94] だったというパターンのドッキリ[33] などもある。第13回ショットオーバーではクイズの前に、後ろでバンジージャンプをやっているところを見せ、福留が「もちろん、罰ゲームはわかっているでしょう?」と挑戦者を震え上がらせていた。実際は敗者がジャンプする直前で「そこまで!」と言ってやめさせたため、これもドッキリの一種といえた（理由は後述）。
- 第12回イグアスでは、川を下っているところを不法出国で捕まるという罰ゲームがあった。当初の予定では「ブラジルを出国するところで同国の警官が連行する」という筋書きのはずだったが、実際には対岸のパラグアイに流れ、さらには本物のパラグアイ国境警備隊に威嚇射撃を受けてしまう。慌てたスタッフがブラジル側の警官と共にテレビ番組の収録だと説明したが、それでも警官に信じてもらえず、結果的にウルトラクイズのロゴ入りTシャツとキャップを警官に渡して事無きを得た[注 95]。

ごくまれに罰ゲームに先だって、または罰ゲーム終了後に賞品が贈呈 されることもある。ただし、所詮罰ゲームであるためオチがついている ことが多い。新聞テレビ欄で罰ゲーム内容の要約が掲載されネタバレされることもあった。
実際に行われた罰ゲームは「スタッフが事前に罰ゲームを体験する」というルールがあり、企画は面白くてもスタッフが誰一人として行えなかったものを罰ゲームとして採用する事はなかった。例として、前述の第13回ショットオーバーのバンジージャンプも、スタッフが実際に飛べなかったために飛ぶ直前のドッキリ体験までとなった。
初期の大会では、スタッフが手探り状態だったこともあり、現地での罰ゲームが急遽中止されたことがあった。第1回ニューオルリンズでは、この回の第4位となった女性敗者が号泣したあまりに罰ゲームが行われなかった。決勝戦後のスタジオパートにて第4位までの入賞者が招かれ賞品を授与されたが、この女性にはびっくり箱が贈られ罰ゲームの代わりとなった。第2回デンバーは、会場の標高が4000ｍで、酸素が薄い上に気温-2度という状況下にて、不正解すると着ている物を1枚ずつ脱ぐという過酷なクイズ内容だった。そのため敗者が寒さに耐えられず、ドクターストップがかかり罰ゲームが免除された。このほか、奇襲クイズであった第13回グァム→オーストラリアでも罰ゲームが行われなかった。また、台風直撃のため「突撃○×どろんこクイズ」が通常の○×クイズに変更された第14回グァムは、どろんこプールに飛び込みたい敗者が自主的に泥まみれになる形式だった。このため、プールに入らない敗者がいたり、勝者でも泥まみれになった者がいたりした。 
決勝戦では敗者（準優勝者）に対する罰ゲームは"今世紀最後"を除き 無かった代わりに、準決勝までの敗者のようにインタビューや労いの言葉などといったものがかけられることは一切無く、敗れ去って呆然とした姿や、クイズ王として称えられる勝者を虚ろな表情で見つめる姿などが、優勝者へのインタビューや表彰の合間に映し出される。視聴者には、決勝戦の敗者の姿はクイズ王として称えられる勝者とは全く対照的に映ることになり、「準優勝者が一切無視される」ことが実質的な罰ゲームであった。

## スタジオパート
第13回・第14回・第16回を除く各回ではスタジオパートがあった。スタジオでは、総合司会（“今世紀最後”ではスタジオ司会）がルートの紹介をするなど番組全体の進行を担当した。
第12回までの総合司会の服装は、福留や徳光と同じブレザーを着用し、高島忠夫は常に蝶ネクタイだった。また、高島は一貫してズボンだったが、石川牧子は第3回まではズボンで、第4回以降はスカートだった。しかし第15回と"今世紀最後"では小倉淳と伊東四朗が常にタキシードだったのに対し、永井美奈子と松本明子はドレスだったり洋服だったりした。
観客席は第12回までは総合司会とは向かい合った場所（カメラ側）に設置されていたが、第15回と"今世紀最後"ではスタジオ両脇に設置された。その観客は、番組宛の観覧希望に当選した人を中心に、本戦での敗者も何人か入っていた。
高島・石川時代は（クイズ王凱旋入場を除き）一貫してデスクの後ろに起立して進行していた。そのデスクは第1回は白、第2回は青と白（高島は青側、石川は白側）、第3回から第7回までは灰色で、第8回以降水色だったが、正面には一貫してウルトラクイズのシンボルマークが付けられていた。
スタジオパート開始時は、第3回より第1夜はジングルをバックに総合司会がタイトルコールして開始、第2夜以降はジングルとタイトルコールを省いて開始した（例外もあり）。一方第15回では、第1夜はタイトルやルートなどの一部の電飾が点灯した暗いスタジオの中で、小倉と永井によるタイトルコールの後、照明の点灯と同時にクラッカーが鳴って開始した（第2夜以降は今までと同じ）。
スタジオでのルート紹介は、第1回から第12回までと第15回では電飾が配置された地図のセットが使用された。総合司会の2人が地名とキーワードを順次読み上げ（総合司会の男性が地名、女性が説明+αの形で紹介。これはスタジオがある回では毎回共通だが、第7回のみ第3週は女性が「第○チェックポイント」、男性が地名と説明+αを行い、第4週では女性が地名、男性が説明+αの形で逆になっていた）最後は「ここまでたどり着けるのはたったの2人」の決まり文句で締めるのが恒例、また第1回のみ賞品地の場所も記された。回が進むとルートが壮大になり、第12回ではブラジル、アルゼンチン、チリの南アメリカルートが床の部分に伸びていた。また、第10回の南北ルートや第11回の一足飛びルートは、それぞれ雲や竜巻の形をしたセットでルートを隠し、視聴者や観客に興味を持たせた。第13回、14回は衛星写真をもとにCGルートが構成され、“今世紀最後”では電飾ではなくCG画像を使って行われた。
地図のセットには、第3回から各チェックポイント のイメージがイラストで紹介、イラストは法廷画家で知られるくどう昭が担当、そのイラストは「骸骨が水を飲む」（第7回デスバレー）、「挑戦者がレーシングカーに追われる」（第8回インディアナポリス）、「挑戦者が耕運機に追われる」（第11回リンカーン）、「大砲の弾丸が挑戦者を吹っ飛ばす」（第12回ゲティスバーグ）などといったブラックユーモア的なのが多いが、中には「ラシュモア山」（第8回ラピッドシティ）、「エッフェル塔とフレンチカンカン」（第9回パリ）、「南軍兵士と北軍兵士」（第10回アトランタ）などといったシンプルなのもある。
チェックポイントの合間や番組ラストには総合司会の2人による、ジョークを交えたトークが行われ（例えばハワイ行きが決まった時には、高島が「これがハワイ〈早い〉者勝ちですね」とダジャレを言った）、時にはそのチェックポイントでのクイズ形式の実演を行うこともあった。挑戦者に対してツッコミが入ることもあった。また初期ではチェックポイントのOA後に敗者がスタジオに呼ばれることもあった。現地で罰ゲームがなく、スタジオでびっくり箱による罰ゲームがあったこともあった。
また第12回までは、別室においてコンピュータを使用しての敗者（または勝者）予想が行われた。コンピュータ予想は主に挑戦者の正解率のデータを用いて行われたが、正答率順で上位の挑戦者に落選マークをつけて実際にその通りになったことや、それまでの挑戦者たちの傾向やジンクスから予想したり、何のデータも示さずCGで特定の挑戦者のアニメーションを流すこともあった。第8回では挑戦者と予想対決もした。なお第15回では第4週（最終週）だけ、それもスタジオで小倉と永井が勝ち残った6名を競走馬 に見立てて予想したこともある。
第5回以降は、番組終了時に、総合司会の2人で「勝てば天国！」「負ければ地獄！」「知力体力」「時の運」「早くこいこい」「木曜日」「史上最大」「第○回」「アメリカ横断」「ウルトラクイズで」「お会いしましょう！」という決まり文句を発していた（「木曜日」の部分は第5回第3週では「再来週の木曜日」、同最終週では「1年後」、第6回最終週では「また来年の木曜日」、“今世紀最後”の1日目では「月曜日」2日目では「21世紀」）。
決勝戦終了後は、クイズ王が出題者とともに優勝旗を持ってスタジオに登場し、総合司会からインタビューを受けた。クイズ王の入場ゲートは毎回様々なパターンがあり、第8回と第10回はバックにニューヨークの摩天楼、第9回は決勝地のパリに因みエトワール凱旋門、第12回はゲートのカーテンが星条旗、そして第6回は優勝賞品「世界一周」に因み地球儀からの入場だった。また第7回では優勝賞品授与のVTRを放送した後、いきなりクイズ王と出題者がスタジオに登場し、頭上に吊り下げたくす玉が割れて祝福するという演出だった（この後インタビューとVTRの続きを放送）。クイズ王のほか、準優勝者や準決勝進出者、スタジオに呼ばれた挑戦者の親族 などが登場することもあった。“今世紀最後”では決勝戦を生放送（衛星生中継）で行ったため、現地のクイズ王がスタジオに招かれた家族と会話した。
第1回では、アメリカ本土上陸者が決まった時点でスタジオの観客100人が優勝者を予想し、当たった人で賞金（総額10万円相当）を山分けした。
“今世紀最後”のスタジオパートは1日目は収録だったが、2日目は決勝戦を衛星生中継で行うことから生放送で行われた。
なお、第13回・第14回はスタジオパートがなかったが、CG画像を使用しての全体ルート紹介や、現地でのスタッフや挑戦者、敗者による敗者予想が行われた。第16回では、2週目以降の各放送の冒頭で前週までのルートをCG画像で紹介したのみで、全体のルート紹介は行われなかった。

## 次回予告
- 15年間「ウルトラクイズ」を一貫して放送した「木曜スペシャル」では本編の終了後に次回放送する特番の予告に入るパターンだったが、「ウルトラクイズ」では一部の回をのぞいてエンディング近くで行うパターンだった。ただし初期ではスタジオで次回の予告を説明した後、CM明けで改めて次回の予告を行うパターンであった。予告で流れたBGMは第13回までは一貫しておらず、14回から固定された。
- スタジオ進行（高島・石川時代）のエンディングでは次のように締めていた。

高島「勝てば天国」石川「負ければ地獄」
高島「知力・体力」石川「時の運」
（高島「一週間の（一年間の）」石川「ご無沙汰次第で」）
高島「早く来い来い」石川「（また来年の）木曜日」
高島「史上最大」石川「第○回」
高島・石川「アメリカ横断ウルトラクイズでお逢いしましょう」

## 優勝賞品について
優勝賞品の多くはほとんど、あるいは全く役に立たないものであった。中には「ほとんど罰ゲームみたいな優勝賞品」と評されたものもある。第16回のブドウ畑のように、税金などの経費負担が重く結局手放さなければならない場合もあった（課税される商品の固定資産税などの税金は初年度のみ日本テレビが負担していた）。しかし、中には第11回の島のように、その後長期に渡って保有している（固定資産税を納付している）例もある。第15回の手掘り温泉は特に珍しいものではなく、地元の人々も自由に作って入っている。
優勝賞品の発表は、残り人数が6-7名と少人数になった頃のチェックポイントで行われることが多かった。例外として第1回では参加申込規約に発表されており、第8回と第13回では第一次予選会場で発表された（第13回では3つのヒントのみが発表されただけで賞品の概要は優勝者のみに明かされた）。
本番組の優勝賞品はあくまでも「おまけ」であり、優勝を果たすまでの長い旅路の過程、アメリカなど各国の広大な景観・自然、一緒に長い旅をすることで得た世代を超えた友人達や普通では体験することができない人生経験、「ウルトラクイズのクイズ王」という名誉自体が「本当の優勝賞品」という認識をされている。これは優勝者だけでなく、準優勝者以下の敗者たちにとっても同様である。実際に、大多数のクイズ番組では当たり前のように出る「賞金」が本番組にはない。第2回のリノで行われたルーレットクイズで、勝ちぬけに必要なドル数（6ドル）以上を勝ち抜け時に獲得した場合、その超過分が現金として挑戦者に渡されたことがある（もっとも、ほとんどの勝者は3-4ドル位の獲得で、当時のレートで6〜800円前後、最多の賞金を手にしたのは、1ドル獲得の次に40ドルが当たった挑戦者で、35ドル、約7千円弱程度だった。これが本番組で唯一明確に出された「賞金」だった。このほか、賞品と銘打たれてはいないものの、クイズの勝者に対するボーナス として、あるいは敗者に対して記念品として 食事が振る舞われたり、クイズで使用した道具、ペナルティとして獲得した品物が譲渡されることがあった。
優勝賞品は、当初はまともな賞品にする予定であった。第1回大会では、申込の時から「アメリカの土地2000坪」を賞品にすると告知していた（後に1226坪の1エーカーに変更）。ところが公正取引委員会の指導で、賞品は100万円相当を限度にしていたため（景品表示法の規定による当時の賞金商品の最高額。現在は廃止されたが、1997年より民放連の自主規制として一人200万円相当、5人チームならば1000万円相当を限度としている）、砂漠のど真ん中の土地しか買えなかったという。これがきっかけで、以降も風変わりな賞品を出すようになった。
これらとは別に、裏賞品として第11回開催時、歴代クイズ王にトロフィーが渡された。これは、第一次予選のエキシビションマッチでクイズ王サイドから提案されたもの。第一次予選時に各クイズ王にトロフィーが渡され、エキシビション不参加のクイズ王には郵送で贈られた。この年のクイズ王である稲川良夫にも優勝後渡された。全部で12個作られたが、残りの1つの行き先は不明（翌年の第12回優勝者・瀬間の手には渡っていないとのこと、その翌年以降のクイズ王に関しては不明）。

## 番組で使用された音楽
番組では、メインテーマ曲を初めとする様々なBGMに、ハイセンスな洋楽や当時放映の洋画音楽を使用していた。しかしながら、メインテーマ曲のように複数の楽曲を繋ぎ合わせて使用していたり、大幅に長さを編集、一部だけを切り取って使用しているケースも多く、このような背景がこれらの楽曲の著作権の問題を複雑化させており、CS放送での特定の回の再放送やゲームなどでの再使用が困難となっている。

### メインテーマ曲
第1回
- THEY'RE OFF!（ヘンリー・マンシーニ楽団 / 映画『THE GREAT RACE』より）
  - 現在は同名映画のサントラ盤で入手が可能。

第2回
- Chump Change（クインシー・ジョーンズ）
  - アメリカにおいては、CBSのクイズ番組『ナウ・ユー・シー・イット』（1974年 - 1975年に放送）のテーマ曲として使用されていた。

第3回-第15回・“今世紀最後”
- スタートレックのテーマ Theme From Star Trek（メイナード・ファーガソン）[36]
  - アルバム『Conquistador（邦題：征服者〜ロッキーのテーマ）』に収録。
  - 本番組では最初のファンファーレの部分と、最後の部分に下記の曲が繋げられていた。
    - 最初：「Zach's Fanfare #2（ザックのファンファーレ#2）」 … MFSBのアルバム「Philadelphia Freedom」収録[注 117]。
    - 最後：「The Cheshire Cat Walk（チシャ猫のウォーク）」 … メイナード・ファーガソンのアルバム「Primal Scream」収録（「ベスト・オブ・メイナード・ファーガソン」にも収録）

  - 初使用された第3回第1週では、「ザックのファンファーレ#2」は冒頭部を付けて使用、また「スタートレックのテーマ」はイントロ後部付き（エンディングでも使用）を使用した。第2週から縮小され、お馴染みの曲となった。
  - テーマ曲に起用される以前にも、番組内では第1回第2週から使用されていた。

第16回
- Ultra Quiz Main Theme (Theme From Star Trek)
  - 第3回以降のメインテーマを、独自でアレンジしたリニューアルバージョン。後述の『オリジナル・サウンドトラック』にも収録されている。基本的には、以前のメイナード・ファーガソンによるバージョンを踏襲しているが、ソロパートの部分や曲の終わり方などが異なっている。マスタリングによる音質向上や、最新技術を駆使した演奏がなされている。なお、ソロパートは、トランペット奏者の数原晋が演奏している。
  - 第16回では、この他「優勝旗返還」時の音楽にも楽団による生演奏で行われた。

### その他のBGM
各回の第1週の最初にかかるBGM（第3回以降）
- Theme from Skateboard（映画『スケボー・キッズ』サウンドトラックより）
  - 福留または福澤が「お待ちどおさま」と言いながら始まるナレーションと共に、後楽園球場ならびに東京ドームのバックスクリーンに「アメリカ横断ウルトラクイズ」のロゴが映し出され、参加者が会場に続々と集まってくる場面で流れるBGM。
  - 第3回と第4回では、提供スポンサー紹介時のBGMにも使用（第1夜は除く）。

提供スポンサー紹介時のBGM（第10回以降）
- Clef Club No.2（ランディ・ニューマン作曲 / 映画『ラグタイム』より）
  - 以前に番組内では、第6回成田で初めて使われていた。またこの曲は、東京ディズニーランドの中にあるワールドバザールのBGMにも使用されている。

ルート紹介BGM
- Murph the Surf（フィリップ・ランブロ作曲 / 映画『マーフ・ザ・サーフ』より） - 第2回
- 火の鳥 Magic Bird Of Fire（サルソウル・オーケストラ） - 第3回-第12回・“今世紀最後”
  - 実際には放送されていた物よりもずっと長い曲で、曲のスピードが若干速められ、大幅に編集がされている。現在はアルバム『Magic Journey』と、サルソウル・オーケストラのベスト盤CD（共に輸入盤）でCDの入手が可能。また、現在はiTunes Music Storeでも入手可能である。
  - なお「南北ルート紹介」（第10回3週目）と「一足飛びおよび遠回りルート紹介」（第11回3週目）に使用されたBGMは、これとは別のBGMを使用。
    - Posidrive 3（ジョン・フィディ） - 第10回北
    - Carnaval （ロス・ライカス）- 第10回南
    - Cielito Lindo（101ストリングス・オーケストラ） - 第11回
- The Electric Future（窪田宏 / コナミ『F1スピリット』F3000のBGMより） - 第13回
- 出発（コナミ矩形波倶楽部のアルバム『交響詩グラディウスIII』より） - 第14回
  - ステージ8のBGM「Cosmo Plant」のアレンジ部分を使用した。
- Barefoot Hoedown（ガラパゴス・ダック） - 第15回
- Drebin - Hero!（アイラ・ニューボーン作曲 / 映画『裸の銃を持つ男 PART2 1/2』より） - 第16回
  - ネクストチェックポイント紹介BGM。

優勝旗返還・クイズ王入場（楽団による生演奏）
- 聖者の行進 - 第4回・第6回
  - 第5回は第4回クイズ王が不参加のため、優勝旗返還は行われなかった。
- （不明） - 第7回
  - この後『史上最大の敗者復活戦』優勝者が入場する時は、別の曲（不明）を使用した。
- 錨を上げて - 第8回
- ラ・マルセイエーズ - 第9回
- アメリカン・サルート - 第10回
- ワシントン・ポスト - 第11回
- 士官候補生 → ひょっこりひょうたん島 - 第12回
  - 第11回クイズ王が優勝賞品「ノバスコシアの島」をイメージしたセットに乗って入場するのに合わせ、途中から曲を変えている。
- オブ・ラ・ディ、オブ・ラ・ダ - 第13回
  - 第14回においては、福留が登場する際に映画『バック・トゥ・ザ・フューチャー』のテーマにのせて、デロリアンを模した自動車で登場し、その後部に繋がれたタンクから前回のクイズ王が登場した。
- 星条旗よ永遠なれ - 第15回
- ULTRA QUIZ Theme March (『オリジナル・サウンドトラック』より） - 第16回

第1問正解発表後の解説
- 星条旗 - 第6回・第8回・第12回 - "今世紀最後"
  - 第13回のみ歌詞入りバージョンを使用。
  - 第15回では、この後福留が東京ドームを去る場面で、トランペットのソロによるバージョンを使用した。
  - 初使用は第1回、サンディエゴで行われた「ゲストクイズ」で、当時のアメリカ合衆国大統領であるジミー・カーターのそっくりさんが入場する際に使用された。なお第11回ではワシントンD.C.で行われたクイズ会場に、当時の大統領夫人であるナンシー・レーガンのそっくりさんが入場する際にも使用された。
- ラ・マルセイエーズ - 第7回・第9回
- （不明） - 第10回・第11回

第一次予選○×クイズの考慮時間（45秒・30秒）BGM
- ファンタジー Fantasy（ジェームス・ラストのアルバム『Seduction』より）
  - 1983年には、当時フジテレビ系で放送されていた『プロ野球ニュース』の「今日のホームラン」で使われていた「VIBRATIONS（ヴァイブレイションズ）」と一緒にシングルカットされた（ポリドール 7DM0088）。

第一次予選○×クイズの考慮時間（15秒・10秒）BGM（第2回以降）
- 『びっくり日本新記録』の出場選手紹介BGM
- 『クイズオンクイズ!!』（1973年（昭和48年）に日本テレビで放送）のシンキングタイムBGM（残り5秒になった時）
  - 後楽園球場および東京ドームグラウンド上での○×走りクイズの考慮時間に、アレンジを加えて使用された。
  - これら3種類の「考慮時間」BGMは「史上最大の敗者復活戦」でも、「地区予選」での○×クイズの際に使用、また「『クイズオンクイズ』のシンキングタイム」BGMは、同大会の準決勝「7分間タイムレースクイズ」で残り5秒になった時にも使用された。

成田空港までの勝者を載せたバスの出発BGM
- Murder she says Ron Goodwin作曲

機内ペーパークイズBGM
- Orgasmachine（Oseのアルバム『ADONIA』より） - 第3回以降
  - "第13回"メンフィスのタイムレース、"第14回"ソルトレークの「空席待ち列車タイムショック」にも使用された。

勝ち抜け時のファンファーレ
- マリヒニ・メレ - 第3回以降
  - ハワイのみで使用。なお初使用は第2回だが、第2回ではサイパンで使用された。
- Mardi Gras（ファーディ・グローフェ作曲「''Mississippi Suite''（ミシシッピ組曲）（英語版）」より） - 第3回以降
  - 後年、当番組の放送枠「木曜スペシャル」のスポンサーであった全日本空輸が国際線割引航空券「エコ割」のCMのBGMに使用した。
- Huckleberry Finn（同） - 第3回以降
  - 双方とも、準決勝地などの一部ではロングバージョンを使用。
  - 第3回のマイアミ（準々決勝地）で同回クイズ王の宗田が勝ち抜いた時のみ、もっと長いバージョンを使用した。
- Hamilton County Breakdown - 第3回以降
  - 曲がカントリーウエスタンであるため、主に西部劇風の場所で使用。
- Made in USA（フランシス・レイ）
  - 敗者復活等。なお第3回では「機内ペーパークイズ敗者が成田に帰国後」と「勝ち抜け時のバンザイ」に使用された。
- なお、ファンファーレはこれ以外にも数多くの楽曲が使用されている。

勝ち抜け時のバンザイ（○○に向かってバンザイ）BGM（第4回以降）
- Crazy Rhythm（Meco）

罰ゲームBGM
- Big City（レニー・ホワイト）
  - ジングルとしての使用。第3回第2週グランドキャニオンで初使用、第4・5回では使用されず、第6回ではアラスカ・ロサンゼルス（以上第2週）・ダラス（第3週）で3年振りに使用され、第7回から本格的に使用されるようになる。
- 渚のシンドバッド（ピンク・レディー）
  - 第5回メンフィスで敗者がエルヴィス・プレスリーのコスプレでこの歌を歌った事から、締めに使用。
- スポーツ行進曲（黛敏郎）
  - 第8回フィラデルフィア（準決勝地）の「ジョー・フレージャーとのボクシング勝負」、第15回ヨークタウン（準決勝地）の「ルー・テーズとのプロレス勝負」の開始時BGMに使用。また第8回では、コンピューター予想の場面にも使用。

次回予告BGM
- dulce dulce bana bana - インストルメンタルを使用。

アイキャッチ
- A Season of love（松岡直也&WESINGの1979年のアルバム「THE WIND WHISPERS（ザ・ウインド・ウィスパーズ）」より）
  - スタジオ電飾ボードのチェックポイントイラストをアップした所で使用。第3回から使用。大抵は最終週で行うが、採用当初は成田での第二次国内予選といった、第1週でも行っていた[要出典]。

ドーバー横断○×クイズ
- Most Wanted Theme （ラロ・シフリン） - 第9回
  - “今世紀最後”のサンフランシスコ合流○×クイズでも使用された。

クイズ タンゴアルゼンティーノ（生演奏）
- ラ・クンパルシータ - シンキングタイム
- ブルー・タンゴ - 勝ち抜け

通せんぼクイズ（通過席）
- O Coracao Do Rei(The King's Heart)（セルジオ・メンデス）
  - Close Encounters Of The Third Kind（ロニー・アルドリッチ） - 冒頭部

「今年も数多くの敗者が去っていった」BGM
- All of you（杏里） - 第13回
- ならず者 Desperado（Eaglesのアルバム『DESPERADO（邦題：ならず者）』より） - 第14回・第15回
  - “今世紀最後”のハワイでも、敗者の日記を紹介するときに使用された。
- Can't Get Over You（『オリジナル・サウンドトラック』より） - 第16回

自由の女神
- ゴッドファーザー愛のテーマ - 第8回
  - この回の自由の女神が修復中であるため。
- Liza Minnel And Knight In Amor（『メル・ブルックスのサイレント・ムービー』より） - 第10回-第15回・"今世紀最後"
  - これより前の第3回では、「決勝戦」でのニューヨーク摩天楼場面で使用された。

決勝戦・決勝進出者の紹介の際のBGM
- Suite Disco（Gary Toms Empireのアルバム『Best Of』より）- 第1回-第2回
  - 第1回では冒頭、「ロッキーのテーマ」（メイナード・ファーガソンバージョン）を使用。この曲は第3回以降（第16回を除く）も曲の締めとして使用、また第6回ではパンナムビル屋上のクイズ会場に挑戦者が入場する時に、楽団による生演奏で使用された。なおオリジナルバージョンは第8回フィラデルフィア（準決勝地）のBGMに使用した（同都市が映画『ロッキー』舞台であるため）。
- Old James Bonded Bourbon（ジェイムズ爺さんのバーボン）（映画『グレートスタントマン』より） - 第3回-第15回・“今世紀最後”
- US Final Battle（『オリジナル・サウンドトラック』より） - 第16回
  - プロレスラー・秋山準の初代入場テーマ曲としても使用された。

決勝戦・開始直前のBGM
- The Myth of Egypt（松岡直也&WESINGのアルバム『THE WIND WHISPERS（ザ・ウインド・ウィスパーズ）』より）

優勝のファンファーレ（楽団による生演奏）
- 第1回のファンファーレは、『クイズスクエア』の勝ち抜けと、『ルックルックこんにちは』「ドキュメント女ののど自慢」の「落選ニッコリさん」コーナーで使用していた（効果音）。
- スーパーマン・マーチ - 第3回・第6回・第11回
- スター・ウォーズのテーマ - 第4回・第5回・第7回・第8回・第12回-第15回
- ラ・マルセイエーズ - 第9回
- バーニング・ハート（英語版） - 第10回
- Chees, your Victory（『オリジナル・サウンドトラック』より） - 第16回

クイズ王凱旋入場
- 落選ニッコリさん（前述） - 第1回
- いい湯だな（ザ・ドリフターズ） - 第15回（この回の優勝賞品が「温泉」だったため）

エンディング
- 最終週以外、通常のエンディングはメインテーマを使用。

- ユー・アー・マイ・サンシャイン You Are My Sunshine（ジミー・デイビス、チャールズ・ミッチェル） - 第13回の3週目のみ、罰ゲーム会場となった客船のピアニストの弾き語りとレコード版がスタートレックのテーマの代わりに流された。

最終週エンディング
- 第1・2・6回と“今世紀最後”は当時のメインテーマを使用。

- （不明） - 第3回
- ソリテアー（ノーマン・キャンドラーのアルバム『Can't Give You Anything But My Love』より） - 第4・15・16回
  - 最終週に使用されたED曲としては最多の使用回数だった。
- 涙もなく（ポール・モーリアのアルバム『華麗なるラブ・サウンズ』より） - 第5・7回
- 青春のアデライデ（フランク・プゥルセルのアルバム『フレンズ』より） - 第8回
- パリのあやつり人形（カラベリ・グランド・オーケストラのアルバム『CARAVELI』より） - 第8回
  - 第8回は青春のアデライデをスタッフロールで使用し、その後優勝賞品のオチの部分でパリのあやつり人形が使用される方式だった。
- You're so Nice（ノーマン・キャンドラーのアルバム『Thanks for the Melodies』より） - 第9回
- 愛のはじまり（カラベリ・グランド・オーケストラのアルバム『愛のはじまり』より） - 第10回
- 限りなき愛（カラベリ・グランド・オーケストラのアルバム『限りなき愛』より） - 第11回
- 星に願いを - 第12・13回
  - 第12回はピアノを主体とした曲調（演奏者は不明）、第13回は、コロムビア・ストリングス・オーケストラのアルバム『ディズニー・ストリングス・ファンタジー』より使用。
- 虹の彼方に - 第14回

## 関連番組
ここでは、パロディ版は除外する。

### ネット局独自のウルトラクイズ
日本テレビ系列のNNN、NNS各局では本番組の亜流ともいうべき大人数参加のクイズ大会が制作、放送されていた。ウルトラクイズを名乗り、各系列局のアナウンサーやタレントではなく福留や福澤が司会を担当するなど（例として、福井放送『福留功男のウルトラクイズ福井版』、テレビ岩手『福留功男のウルトラクイズ岩手版』など）、ルールやセット、BGMなどに関しても本家を踏襲したものとなっていた。
1994年（平成6年）から2001年（平成13年）までに福島県岩瀬郡天栄村で行われた「ウルトラクイズinてんえい」は本格的なイベントとして反響を呼んだ。当初は村制施行40周年記念として開催され、その後も村おこしとして続いたが、日本テレビと福島中央テレビの協力を仰ぎ、司会こそ地元アナだが、ウルトラクイズ名物の泥んこ飛び込みクイズならぬ不正解だと粉まみれになるシロンコ飛び込みクイズや、ウルトラハットなどのセットに本物を使ったりと本家に近い形式になり、評判となった。
1983年（昭和58年）3月には、ラジオ番組としても制作されたことがある。日本テレビの系列局でもある青森放送が開局30周年記念番組として企画、同局のみで放送された。当初、青森放送から企画を打診され協力を要請された日本テレビは、番組タイトルも含めて難色を示したとされているが、最終的には実験として制作に全面的に協力、問題の提供や早押しハットなどの機材も貸し出し、福留やスタッフが青森に赴き、福留が司会を務めた。青森放送でも、当時ラジオ制作部に所属していた伊奈かっぺいこと佐藤元伸がディレクターを務め、地元にちなんだ問題の作成や台本づくりなどの放送作家的な仕事もこなした。併せて、当時アナウンサーだった大友寿郎がラジオ放送向けの実況（カゲの声）を務めている。収録は、青森市内の中央3丁目にあった青森県営体育館（現在は取り壊され、跡地には青森県男女共同参画センターと青森県子ども家庭支援センターの2つの機能を併せ持つ複合施設「アピオあおもり」が建っている）で行われた。第一次予選は4回に分けて行われ、のべ3,650名が参加した。このときの優勝賞品は、アメリカ西海岸旅行であった。
多摩地域が東京都に編入されて100周年を記念して1993年（平成5年）に行われたイベント「TAMAらいふ21」の一環として、同年夏に自治体とのタイアップによる、ウルトラクイズ同様の形式のクイズ番組「80大学対抗クイズ選手権」が制作された。この模様は日本テレビで深夜にローカル放送された。司会は福澤が務め（この時の福澤のかけ声は「ジャストミート」ではなく「タマ王」だった）、ウルトラクイズのスタッフも多数参加した。大学生2人1組での参加による大会であった。収録は2日間にわたり、多摩の名所を巡った。優勝チームには「タマ王」の称号が与えられた。

## 番組がもたらした影響
本番組からパロディ化されたものは大小合わせて数えきれないほどある。例えば番組そのもののパロディには『ビートたけしのお笑いウルトラクイズ』のほか、その他各局の番組にて「○○ウルトラクイズ」なるコーナーが登場したり、本番組とほぼ同様の小道具やBGM・テロップなどを用いたパロディも登場した。
パロディ化した番組の例
- 『ビートたけしのお笑いウルトラクイズ』（日本テレビ放送網、1989年 - 1996年、2007年）
- 『新東名横断ウルトラクイズ』（静岡第一テレビ、2012年6月30日）

パロディ化したコーナーの例
- 『おじゃまんが山田くん』（フジテレビ系アニメ） 「東江戸川ウルトラクイズ」
- 『とんねるずのみなさんのおかげでした』（フジテレビ系） 「アメリカちょっとだけ横切りウルトラクイズ」「お台場横断ツッコミウルトラクイズ」
- 『めちゃ2イケてるッ!』（フジテレビ系）「佐野NY転勤ウルトラクイズ」
- 『タモリ倶楽部』（テレビ朝日系） 「○○区横断ウルトラクイズ」
- 『エンドレスナイト』（関西テレビ） 「○○縦断ウルトラ風クイズ」
- 『トロイの木馬』（フジテレビ系） 「アメリカ大陸縦断早押しウルトラクイズ」
- 『とんねるずの生でダラダラいかせて!!』（日本テレビ系） 「フランス横断生ダラウルトラクイズ」 - 第15回以降の司会を務めた福澤朗が同番組のレギュラーだったため、パリに到着して以降の進行を全て行った。
- 『ハロー!モーニング。』（テレビ東京系） 「お花見ウルトラクイズ、海の家ウルトラクイズ、ウルトラクイズ2004 オリジナル海鮮丼を作れ！」
- 『稲妻!ロンドンハーツ』（テレビ朝日系） - 別れた彼女にクイズで勝てば貢いだ品物を取り返せるという企画が行われ、ハットや解答席などの小道具やBGM、画面に出る文字などすべてがウルトラクイズと同じだった。
- 『ぐるぐるナインティナイン』（日本テレビ系） 「第99回お笑いウルトラぬいぐるみクイズ」
- 『TVチャンピオン2』（テレビ東京系） 2006年（平成18年）12月7日放送「アメ横王選手権」STAGE 1「アメ横 横断ウルトラクイズ」 - 本家ウルトラクイズに酷似した早押しハットが使用された。
- 『タイムボカン24』（日本テレビ系アニメ） 「トットリ・オア・シマーネ横断ウルトラクイズ」 - 第5話に登場。同話に登場する司会の福澤さん役を、本家の2代目司会の福澤朗が担当し、クイズのBGMも本家の物を使用している。
- 『THE鬼タイジ』（TBS系列）「銃再獲得戦」 - 鬼を倒す銃を没収され再び銃を取り戻すべく鬼に関した目利き（鬼の絵を見たり鬼に関係したピアノ演奏を聞きプロ（ハズレは学生）を当てる泥んこクイズに挑む。正解なら置いてあった銃を奪い返し追ってきた鬼を倒せるが、間違えると泥を被った上、鬼の攻撃を受け強制失格。BGMは本家と同じ物を使い進行役は本家2代目司会の福澤朗が担当するが、鬼に操られた設定のためいつも以上に低い口調で喋る。

このほか、「ニューヨークへ行きたいか！」の掛け声、「罰ゲーム」「勝ち抜け」「敗者復活戦」などの言葉、番組での、どろんこクイズやハットなどのアイデアやセットが後のテレビ・ラジオ番組で使用されたり、日本各地の大小イベント（オンラインゲームなどでも）で「ウルトラクイズ」と銘打った企画が行われるなど、『ウルトラクイズ』の存在がクイズ界にとどまることなく影響を与えている。フジテレビの『クイズ!ヘキサゴンII』においても、合宿スペシャルなどでウルトラクイズのような企画がある。
また乗り物で移動しながらクイズを行う番組として、週レギュラーのTBS『クイズ列車出発進行』や続く『日本縦断クイズ合戦』がある。不正解者が脱落するコンセプトも同じだった。
2003年（平成15年）には、日テレの汐留移転にちなむミニイベント「シオドメ横断ウルトラクイズ」が開催された。
2006年（平成18年）からは、スポンサーの広告コラボレーション企画として、突撃○×泥んこクイズバージョンのテレビCMが関東地区でのみ放映された。出題役は『全国高等学校クイズ選手権』の3代目司会者である鈴木崇司。飛び込み役は各社共通は長州小力とバナナマン（2006年）、コージー冨田とスピードワゴン（2007年）、髭男爵とザブングル（2008年）、それ以外はスポンサー関係者などだった。スポンサー関係者が正解に、芸人が誤答（泥）に飛び込む趣向だった。また2008年版では、視聴者からの飛び込み役も公募していた。
2010年には、ロフト渋谷店および、セガ（後のセガ・インタラクティブ）のアーケードゲーム『ネットワーク対戦クイズ Answer×Answer Live!』との当番組公認のコラボ企画「夏休み横断！ウルトラクイズ」を開催した。ロフト渋谷店では番組グッズの販売とともに、番組で使われた小道具・美術（早押しハットや早押しテーブルなど）が展示された。また『Answer×Answer』と日本テレビの携帯サイト『日テレクイズ』によるクイズ大会が8月16日より行われ、『Answer×Answer』決勝大会の成績優秀者2人と『日テレクイズ』の成績優秀者1名の計3名による「クイズ王決定！イベント」が、9月4日に汐留・日テレの公開スタジオ「テレビバ」で開催された。
他局でも、本番組で初めて登場した「クイズ王」の称号をタイトルに使用した、『FNS1億2000万人のクイズ王決定戦』（フジテレビ）や『史上最強のクイズ王決定戦』（TBS）などの大型視聴者参加型クイズ番組が生まれた。
本番組の反響は、世界各国でも紹介された。また、日本テレビの了解を得て同様の番組が日本国外で制作された。他国から企画を利用するクイズ番組が多かった1970年代－1980年代初めの日本では、珍しい例である。
- アメリカでは、1981年11月に "All American Ultra Quiz"（世界一周ウルトラクイズ）を20世紀フォックステレビジョンが制作し、NBCネットワークで放映された。司会はディック・マーティンとダン・ローワンのコンビが務めた。日本テレビもこの番組の放映権を持っていたが、本来の持ち味である人間ドラマ色が薄かったなどの理由で放映されなかった。
- イギリスでは、1983年-1985年の3シリーズに渡って "Ultra Quiz" をTelevison Southが制作し、ITVネットワークで放送された。第1シリーズと第2シリーズは海外でもクイズを展開したが、シリーズを追うごとに予算が縮小され、第3シリーズはイギリス国内にとどまった。司会者はシリーズごとに異なっていた。各シリーズとも全8回の放送であった。

## 大学クイズ研究会
本番組は回数を重ねる毎に、大学クイズ研究会関係者の出場や活躍が増えていった。初期の優勝者や上位進出者にも、クイズサークル等に所属する「クイズ番組荒らし」と呼ばれるクイズマニアは多かったが、社会人が主流であり、同じクイズ修練者とはいえ年齢層に違いがあった。また初期は本番組以外にも視聴者参加型クイズ番組が多く、その様々な「常連」が自然に本番組にも足を向けたため、挑戦者のバラエティも豊富だった。
しかし、本番組がクイズファンの人気を集める一方で、1980年代中盤から視聴者参加型クイズ番組は次第に減っていった。その結果、本番組に影響されてクイズファンになったという若い世代が増え、大学クイズ研究会も本番組に向けて対策を特化させていった。本番組のために旗揚げされた大学クイズ研究会も少なくなかった（「ウルトラクイズ愛好会」を名乗るサークルもあった）。中期には序盤のチェックポイントにおいて大学クイズ研究会対抗戦の図式を作り上げて場を盛り上げる演出 が行われたこともあった。
特に私立の立命館大学 や国立の名古屋大学 からは成績優秀な挑戦者が多く出場しており、立命館大学からはOBを含めて5人の優勝者を輩出している一方、名古屋大学からは優勝者こそ出ていないものの、機内ペーパークイズ1位を1人輩出したほか、秋利美記雄らが番組後半まで勝ち残るなどの実績を残している。

### 大学クイズ研究会の主な動向
第一次予選の○×クイズでは集団で問題の検討・行動を行い、彼らの研究成果である「法則」（多くの問題は真偽を知らなくても、問題文のパターンなど外部要因から○×解答を導けるというもの）を駆使。これにより大学クイズ研究会のメンバーは、正解率も一般個人参加者より必然的に高くなり、結果的に彼らは第一次予選突破者の中でかなりの数を占めることとなった。定員に近くなるとクイズの問題検討よりも定員内に残るための作戦（多数の集団についていき、安全策をとる）を実行したり、さらには都合上第二次予選以降に参加できないメンバーがわざと目立つように誤答することで他の参加者を道連れにし、ライバルを減らすことを試みるといった戦略も行われていた ことが日本テレビ側の反感を買っている（後述）。
本番組に出場した大学クイズ研究会は、早押しクイズを特に得意としており（知識以上の反応速度で解答権を得るために、問題文の癖読みを研究するなど）一部の視聴者から人気を得た。一方、クイズ研究会の活躍が増えた時期から、後半のチェックポイントに正統派早押しクイズが多くなったこともあり、クイズ研究会関係者が後半まで勝ち残ってくると優勝が大方予測できてしまい、番組視聴の興味を削いだ点も指摘された。

### 日本テレビ側の動向
第13回の第一次予選の○×クイズで「自分の意思で決めてください」というアナウンスを無視して集団行動し、相手を罠に嵌める作戦も行う大学クイズ研究会への対策として、第14回以降の○×クイズでは4問目・7問目・9問目辺りに「クイズ研殺し」という問題を出すようにした。これは「問題集や百科事典などでは予習しようのない内容で、かつ素直に考えることで正解しやすく、○×クイズのパターンを研究している者は余計な深読みをして間違えるような問題」を指す。これを初めて採用した第14回では大学クイズ研究会の大量予選通過を阻止することに成功し、終盤まで勝ち残ったのはクイズ未経験者ばかりとなった。しかし、第15回以降は再び大学クイズ研究会の学生が準決勝や決勝に進出している。
司会の福留は著書『葬らん！』で、「ウルトラクイズには社会人が出てきて喜怒哀楽をみせてほしい」という内容を書いているが、大学クイズ研究会の急速な台頭によって思惑とは違う方向に進んでいく。社会人が長旅で仕事や家庭などのしがらみを気にしながらそれでも旅する様を描くことが番組名物の一つであったが、まさにそれゆえ社会人は参加しにくく、番組が有名になるにつれ、1980年代中盤からは応募者の大半を学生が占め、チェックポイント通過者の多数も学生が占める結果になった。
福留が第15回で司会を降板した理由は体力の限界だった。しかし前掲『葬らん！』によると、他の理由として「人間味のある人達を中心に扱いたいのに、個性のない若者や偏ったクイズマニアばかりが勝ち残ることに嫌気がさしたため」もあるという。福留は、「視聴者に番組をハイジャックされたようなもの」と述懐しており、クイズ研究会関係者による大激戦が繰り広げられた第13回大会では、準決勝・決勝戦の闘い中にこそ「13回のウルトラクイズの中で、最高のレベルの闘いだ」と参加者を激励したものの、番組終了後には「クイズ研究会同士の闘いになったことは、僕としては納得できてない。そうすると、他の一般の方々が尻込みするじゃないですか。『ここが限界かな』と自分自身で感じたから、僕は引退する」と語っている。
“今世紀最後”で設けられた公式サイトでは、冗談半分とはいえ「クイズ研究会は書類審査で落ちるとトイレの裏で聞いた」などと日本テレビ側が公式サイトに書き、大学クイズ研究会側を不快にさせた。国内第2次予選や機内ペーパークイズにおける形式変更（ジャンケン→ピカイチ芸（一発芸）、400問三択→漢字書き取り）についても、没個性を淘汰するという名目でのクイズ研究会対策ではないのかとされた。特にピカイチ芸の導入に含め、福留の著書『ウルトラクイズ伝説』の「大学のクイズマニアを落とすのは簡単だ」については、大学クイズ研究会員などから非難を浴びた。
ただし、日本テレビが1991年（平成3年）に発行したムック本『絶対ニューヨークへ行きた〜いッ！ アメリカ横断ウルトラクイズ 攻略技術と対策問題』においては「クイズ同好会訪問！」と題した企画があり、企画冒頭では「この本の柱になっているのは『クイズ同好会』」と明記し、いくつかの大学クイズ研究会の紹介をしている。さらに同ムックの第11回 - 第13回の海外脱出者の討論会の席においては、インタビュアーが「この本の柱はクイズ『同好会』なんですが」と話題を振り、その後にクイズ研究会についての話が展開されている。また、番組の企画創設メンバーであり全17回全てのクイズ問題を担当したスタッフが、「むしろ感謝こそすれ、大切なクイズファンを嫌ったり、警戒したりなどありえない」とブログに表記しており、メインスタッフでも福留とは正反対の見方をしていたことが明らかとなった。

## エピソード
当初の企画は、1969年の東名高速道路の開通時に、沿線を移動しながらクイズを行うというものだった。この企画は日の目を見なかったが、舞台をアメリカ大陸に変えることで実現した。
日本テレビ開局25年企画候補の1つとして「世界をバスで横断・大クイズ大会」という企画があった。スタジオで200人の挑戦者にクイズを出し、勝ち残った人は香港へ行き、バス移動の道中でもクイズ、脱落者を出しながら行ける所まで行くというものであった。結局「ピラミッド再現計画」に決まったため開催されなかったが、これがウルトラクイズの原型となる。
内容および規模的に、日本テレビ職員だけでは出来ない企画だったが、第1回放送の前年、1976年7月4日に、日本テレビでアメリカ合衆国独立200年を記念して放送された番組『夢と冒険!アメリカ大横断』で、日本人の老若男女男女7人がキャンピングカーを利用しアメリカ大陸を横断するという内容を企画制作し、グループ海外移動のノウハウを持っていたテレビマンユニオンに声を掛け、同社の参加が決まったという。
本番組が最初に企画された際の仮タイトルは「ジャンボクイズ」 だった。しかし、1977年（昭和52年）当時、『木曜スペシャル』のスポンサーの一社だった全日空は「ジャンボジェット」ことボーイング747を保有しておらず、一方ライバルの日本航空は既に747を保有していた（全日空が747を導入したのは1979年（昭和54年））。「ライバル会社を連想させる名称は良くない」とのことで「ウルトラクイズ」に名称が変更されたという（当時は「航空憲法」こと45/47体制のため全日空は国際線を運航しておらず、第1回はパンアメリカン航空、第2回から第10回は、および"今世紀最後"ではコンチネンタル航空（現：ユナイテッド航空）を利用、実際に番組内で全日空を使うようになったのは、同社がグアム路線を運航し始めた1986年（昭和61年）の翌年、第11回大会以降である）。また、「ウルトラクイズ」のタイトルは、特撮番組「ウルトラマン」に由来するとしている。しかし第二次予選で使われた成田エアポートレストハウスは放送当時は日本航空グループであった。
『ジャンボクイズ』当時の「規約」では、既にその内容が紹介、チェックポイントも実際に行われた場所と全く同じであった。しかし、次の様な相違点もあった。
1. 「第一次国内予選」は「後楽園球場（→東京ドーム）」だけで行われていたのに対し、『ジャンボクイズ』では関東・関西・福岡・札幌の4か所で行う予定だった[49]。
2. 「チェックポイント」は「関門」と名義されていた[49]。
3. 「国内予選」はチェックポイント扱いされないのに対し、『ジャンボクイズ』では「国内予選」も「関門」扱いされた[49]。従って「飛行機機内」以後の「関門」は、実際のチェックポイントとは2つのずれがある。

なおこれらのうち「複数の場所で予選を行う」というのは、後年『史上最大の敗者復活戦』で日の目を見ることになる。
当初の計画では、日本テレビ側がアメリカ横断を、TBS 側が「ヨーロッパ横断ウルトラクイズ」としてヨーロッパ大陸横断を担当し、両方の優勝者がニューヨークで決勝を行う予定であった。しかし、TBSがこの企画を拒否したため、アメリカ横断のみの開催となった。なおTBSはその後1979年に『燃えろ!新婚200人!!ヨーロッパ横断ハネムーン勝ち抜き大合戦』という、新婚カップル限定のヨーロッパ大陸横断番組を企画し、『日曜☆特バン』で放送する予定だったが、お流れになってしまった。
ウルトラクイズが始まった頃、ホノルルの空港の税関で「早押しハット」が不審尋問にかかってしまったことがあった。スタッフが身振り手振りで税関係官に説明するもなかなか通じず、電源を繋いで実演する事によって何とか通関した。

### ハプニング・トラブル
次のようなハプニング・トラブルもあった。
敗者体調不良による罰ゲーム中止（第2回）
クイズ開催地がデンバー郊外、パイクスピークの標高4000m地点で、開始時点で既に気温マイナス2℃、その後マイナス3℃まで低下する中、解答者に毛布こそ与えられていたものの、お手つき・誤答した解答者はその都度服を1枚脱ぐルールに加え、問題に誰も解答出来なかった場合は通過者以外全員が服を1枚脱ぐというルールも適用されたため、誤答を連発し最終的に敗退した女性解答者が、最後には靴下を脱ぎ、上半身は半袖Tシャツという姿になった結果、低体温症状態になってしまう。クイズ終了後毛布で包まれてスタッフに近くの山小屋に担ぎ込まれる事態となったため、山を自力で下山する最中に熊（着ぐるみ）に遭遇するというドッキリ罰ゲームを用意していたが、罰ゲームは行われなかった。スタジオで映像を見た高島忠夫が『八甲田山死の彷徨』を連想するほどだった。
福留の病気（第6回）
ダラスでのクイズ終了後、福留が農薬のついたブドウを皮ごと食べ、体調を崩し病院に運ばれた。この時は挑戦者のみ次のチェックポイントに先に移動し、福留は1日遅れの日程でロケに復帰。次のチェックポイント（ニューオリンズ）に赴くまでには腫れが引いたものの、腫れの引きが急激に起こり、顔の皮膚が伸び切った状態となってしまった。このため、福留の顔は一切映しだされず、後姿（顔にはサングラスをつけていた）と声だけでクイズを進行した。それがきっかけとなり、次の回からは万が一福留が何らかの理由で司会進行が不能になった場合に備え、予備のアナウンサーを同行させるようになった（石川牧子、小倉淳など）。また、入社したての若手アナウンサーを研修目的で参加させることもあった（日高直人、鈴木健など）。
挑戦者のドクターストップ（第7回）
バンクーバーでのクイズ終了後、挑戦者の一人が収録中に急病にかかり、現地の病院に搬送された。尿路結石のため再発の恐れがあるという理由でドクターストップがかかり、日本へ強制帰国となった。本番組の旅で常時挑戦者を1人多く連れて行き準決勝が通常4名（第6回は5名、第10回の北米・南米各ルートでは3名）で行われるのは、このような不測の事態に備えていたためである。準決勝が3名で行われたのは第1回、第3回、第7回だが、当初から3名で行われるのを想定していたのは第1回と第3回のみ。上記の体制が確立したのは第4回以降からである。
祭典によるルートの変更（第8回）
当初グランドキャニオンで行われる予定だったが、当日祭典があり、多数の観光客が押し寄せると予想されたためリノへ変更。大声クイズは、リノに隣接している高地スコーバレーで行われた。
災害によるルートの変更（第10回）
当初の南米ルート準決勝地は、北米ルートのナイアガラに対しイグアスの予定だったが、洪水のためリオデジャネイロへ急遽変更された。
敗者が国境警備隊に拘束される（第12回）
罰ゲームでイグアス川を小船で下ることになった敗者がブラジルからパラグアイ側に流されていってしまい、高速艇に乗ったパラグアイの国境警備隊に機関銃で威嚇射撃され、不法出国容疑で拘束された。川岸にいたスタッフが急行しテレビの撮影だと説明したが、1kmほど離れた山の上から望遠カメラで撮影していたため「カメラなんてないじゃないか」と言われてしまい、最終的にはコーディネーターの交渉で解放された。放送ではドッキリ風に編集されているが、威嚇射撃の水しぶきが確認できる。
ストライキによるルートの変更（第13回）
オーストラリアの航空便国内線がストライキ決行中で利用できず、チェックポイントをシドニーからバス移動できるオーストラリア東海岸範囲に変更せざるを得なかった。エアーズロック・パース・ダーウィンが削除され、代わりにモーリー・ブルーマウンテンを追加したといわれる。モーリーで大量の脱落者が出たのはこの影響と言われる。
台風の余波（第14回・第16回）
第14回ではグァムで台風の直撃を受け、どろんこクイズのセットや撮影機材を維持させることが不可能になり、急遽○×ボードを掲げる方式のクイズに変更された。第16回では同じくグァムで、台風自体は既に通過していたが、空港が救援物資を空輸することを最優先にしたため、ブーブーゲートが設置できなくなり、挑戦者全員をいったんグァムに下ろし、滞在先のホテル入口で類似のセットを使用し合否判定を行った。また、電気などのライフラインも破壊され、どろんこクイズのプールを作ることができず、急遽早押しクイズに変更された。
制作プロダクションの降板（“今世紀最後”）
「今世紀最後」は第1回から第11回まで制作に携わったテレビマンユニオンが制作を担当し、プロデューサーは鶴野徹太郎、総合演出も第6回から第10回まで担当した白井博が務める予定だった。しかし、「今世紀最後」の放送時間が同社が制作する『世界ウルルン滞在記』の裏に重なることになってしまい、放送枠変更が叶わなかったため、テレビマンユニオンならびに白井をはじめとするスタッフが制作を降りた。それに伴い番組スタッフは、当時の日本テレビのバラエティ番組で成果を上げていた城朋子を中心とした態勢で臨むことになった。
テロによる日程変更（“今世紀最後”）
1998年（平成10年）8月にアメリカ大使館爆破事件が起きたため、スタッフにアメリカのビザの発給が大幅に遅れ、当初の日程（成田集合9月20日から日本帰国10月9日成田着までの予定）で収録をすることが不可能になった。当初の日程では、福留が生放送でキャスターを務めていたTBS系土曜夜の報道・情報番組『ブロードキャスター』を1週（9月26日）休んでロケができる日程（10月3日はオールスター感謝祭で放送休止、『ズームイン!!朝!』に関してはこの年の8月限りで勇退していた為、1次予選は福留のズームイン司会最終回前日に実施され、2次予選以降は当初からズームイン司会交代後に実施の予定だった）が組まれていたが、成田集合9月30日から準決勝終了後一旦日本帰国10月16日成田着・1カ月後に決勝地へ出国という変則日程となり、結果的には福留は同番組の休暇日を9月26日から10月10日へ変更した。また、全面的な企画変更を余儀なくされ、挑戦者にも多大な迷惑がかかり、出場を辞退した挑戦者も多数出て、第一次予選の補欠合格者の中で第二次予選以降に参加できる挑戦者を全員繰上げ当選させても当初の通過人数であった128名には届かなかった。決勝会場がニューヨークでなくなったのはこの日程変更の余波といわれる。さらに、このことにより番組予算に億単位の赤字が出た。また、チケットは決勝地までのもの、成田（東京）行きのもの全て、誰が敗者になるかわからないので全て仮名で取り、クイズ終了後に全て実名に変更するという方法をとっていた（#番組の特徴の節も参照）が、2001年9月11日のアメリカ同時多発テロ以後の世界情勢ではそれが許されなくなった（ディレクターの加藤就一・談）といったことが、以後の番組復活を妨げる要因とされる。実際、2007年に全日空が、日中国交正常化35周年および同社の北京路線就航20周年を記念、かつ翌2008年の北京オリンピック時、中華人民共和国で「中国横断ウルトラクイズ」（中国大陸を横断するクイズを全日空側が提案）をやるのであれば制作費として3億円を出すという提案をし、当時アール・エフ・ラジオ日本に出向していた元総合演出の加藤就一が詳細な企画案まで提出したものの、最終的に局上層部の判断でゴーサインが出なかったという。

### 番組スタッフについて
本番組におけるホテルや飛行機などの手配など、旅行部分のコーディネート業務は、番組開始から終了まで一貫して近畿日本ツーリストが担当していた。番組の全盛期には「ウルトラクイズの仕事がしたい」という理由で同社を志望し実際に入社する学生が多数存在したという。番組ではエンドロールに社名が出る以外、出演機会は殆どなかったが、稀にその仕事が取り上げられることもあった。
スタッフに支給される1日の食費手当は当時のアメリカの食費1食分くらいだったが、福留は「1年かかって覚える仕事を1か月で覚えるから、志願するスタッフも多い」と挑戦者に話をしていた。
スタッフはほとんど挑戦者と交流を持たないとされており、交際も禁じていた。これは、挑戦者に情が移ったりクイズの情報等のインサイダー情報が漏れたりすることを防ぐためや、スタッフ及び挑戦者のモラル向上のためであった。ただし、挑戦者が10名前後の時点で、司会の福留/福澤、主要スタッフ（萩原津年武など）と挑戦者の夕食会が設けられ、そこで初めて福留/福澤と挑戦者が一緒に食事をし、個人的な話もできた。これには挑戦者個々の性格を把握しておき、それをその後の番組演出に生かす目的もあったとされている。なお、スタッフがホテルのゴミ箱に捨てたデータから機内ペーパークイズの順位が漏れたこともあった。
決勝が終わると、ニューヨークの日本料理屋を借り切って盛大な打上げパーティが行われる。その際、頑張ったスタッフを表彰するイベントが第1回大会から行われており、選ばれたスタッフは嬉しさの余り、声を上げて泣きながら選ばれた事を喜ぶ姿も見られたという。

### 参加中の挑戦者について
挑戦者は第一次予選を通過すると後楽園球場・東京ドームの近くにある建物に集められ、通称「勝者弁当」を支給されて渡航説明会を受けた。その際大まかなクイズルート・予定などの概要を説明されるが、実際の行程は一部変更されることも珍しくなかった。また、グァムのクイズを通過した挑戦者は誓約書を書かされた（ただし強制ではなく任意）。
挑戦者の宿泊費・交通費・食費といった旅費は日本テレビが負担した。挑戦者の数が10名前後の時点からはアルコール代なども負担してもらえた。失格後も成田（第1回は羽田）空港までの旅費と食費を負担してもらえたが、挑戦者のものよりランクが下がっていた。
敗者はクイズが終わると、放送上では罰ゲーム後「東京直行」 として即強制送還という演出がされていたが、実際は必ずしもそうではなかった。日本方面の飛行機の日程の都合や現地の天候、各チェックポイントの周辺施設の警備上の問題等の理由で、実際には敗者がその地に一泊してから帰るというケースもあった。例えば、グァムまでの機内ペーパークイズで敗者になった場合、放送ではタラップ最後の一段でグァムの地を踏めずに機内に戻され日本へUターンという演出になっているが、実際にはそのままグァムで一泊する回もあった。また、ハワイでは敗者を乗せたバスに福留が乗り込み、「敗者の皆さんも番組を盛り上げてくれたので、特別にハワイの夜をプレゼントしましょう」と言い、勝者と共に敗者も同じホテルに一泊してから帰国したこともあった。
なお、敗者は失格地の宿泊所から空港までは残置されたスタッフが連れて行くが、それ以降乗継ぎなどがあった場合、もしくは途中で別の土地で一泊する場合にはチェックインや搭乗手続きなどを全て自分1人で行わなければならなかった（中継地に近畿日本ツーリストのオフィスがある場合は、現地スタッフが案内するケースもあった）。終盤や僻地で敗者になった場合、1日で日本に到着できるケースはほとんどなく（本番組放送時代は成田直行は今ほど多くはなかった）、2-3日かけて帰国 するケースもあった。

### 出場辞退・補欠制度
第一次予選を突破したものの、都合により第二次予選以降の参加を辞退する挑戦者は毎回少なからず存在する。このため第一次予選で失格した者のうち、後半の問題まで勝ち残った若干名が補欠として予め選ばれ、第二次予選日までに辞退者が出た場合は繰上げで第二次予選挑戦者に登録された。例えば第10回大会では、最後の1席を3名で争い2名が敗者となったが、その2名は後日繰上げで勝ち抜け扱いとなり、両者ともアメリカ本土上陸を果たしている。第12回でもクイズ王・瀬間が繰上げで第二次予選へ進んでいる。第16回では第一次予選の途中、勝ち残り人数が絞られてきた段階で辞退者の確認が行われた。辞退者の確認が行われる理由は、「クイズ参加者の自己都合による途中辞退や棄権は、健康上の理由など委員会が特に認める場合以外は絶対に認められません」（ウルトラクイズの進め方より）。」 の「ウルトラクイズ審査委員会」の参加規定によるものである。

### 挑戦者の事情など
第一次予選を突破した挑戦者の中には、本土後半まで勝ち残り旅の途中で会社を解雇された挑戦者や、会社を退職して第二次予選に臨んだもののジャンケンで負け途方に暮れる挑戦者（第13回のジャンケン最後の敗者）もいた。社会人にとっては、勝ち抜けたことが逆に苦難となるケースもある。仕事の都合でそれ以上チェックポイントを勝ち進むのが困難となったり、会社から「これ以上帰ってこないなら席がなくなるぞ」と連絡を受け、無解答または故意の誤答をして失格した挑戦者もいた（大学生も単位不足や定期試験により故意に失格した挑戦者がいた。国際電話連想クイズでは、電話を受けた挑戦者の親族が、帰国させるために故意に正解を言わず失格させた例があったという）。このため、製作局側も勤務する会社の企業名を番組内で頻繁に出すようにし、勝ち進むに連れて会社の宣伝になるように工夫し、仕事の都合を付けその挑戦者が休みを取りやすくなるように配慮した。
その一方で、同じ社会人でも自営業者や会社自体の経営者、家族が経営する会社に勤めていた挑戦者は、このような縛りが比較的少ないため優位にあった。まとまった形での休暇が取りやすい公務員も優位で、上位に残りやすい傾向があった。第14回クイズ王・佐藤は郵便局職員（当時の郵便局職員は旧・郵政省に所属する公務員）、第15回クイズ王・能勢は埼玉県の地方公務員であった。民間企業の会社員で優勝したのは第11回・稲川が唯一である。

### クイズのエピソード
第一次予選の○×クイズについて、福留は「番組の中では答えが○の問題が3回続き、次は×だろうと解答者が思うときにまた○の問題を出す。出題者が意地悪だから次も○だと思うところで×の問題を出す……というように、番組ではその場の駆け引きがあった。」と語っている。つまり、挑戦者の心理を読み、解答が○×どちらになるかその都度問題を選択していたということである。
小倉淳によると、特定の挑戦者に罰ゲームをやらせるのが演出上よいと考えた場合、その挑戦者を落とすため、各挑戦者の得意分野を考慮し、落としたい挑戦者が不利になるような問題順を考えていたという。
成田空港での第二次予選として行われていた3ポイント先取による勝ち抜けジャンケンが第10回記念大会において腕ズモウに替えられたが、翌年の第11回大会では勝ち抜けジャンケンに戻された。また、敗者が憂さ晴らしとしてミニコーナー的に行っていたものとして、徳光和夫がアメリカンフットボールのヘルメットとプロテクターを着用して、敗者となった参加者にピコピコハンマーで叩かせるというコーナーがあったが、徳光が参加者の強力な一撃によって軽度の脳震盪を起こし、収録への参加を急遽取り止め、病院に向かうといった一幕があった。

### 著名人の出場・出演
以下の著名人が参加・出演していたことが確認されている。

#### 出場
- 高島忠夫 ： 第11回の第一次予選に参加し、第1問で敗退した。このときは当時の年齢制限の上限の45歳の挑戦者グループ「敬老団」を率いる添乗員的な役割だった。しかし高島自身は、第1回（1977年）の時点で既に45歳を越えていた（第11回当時57歳）。
- 徳光和夫 ： 第12回・第13回の第一次予選に参加、第12回は第1問で敗退したが、第13回は第4問で敗退。第14回も参加するつもりだったが当時出演していた生放送のため断念した。第12回の参加の際には正式の手続きを踏んでの参加であることがアナウンスされた。なお、スタンドの敗者席にて渡辺正行との「敗者の味方」交代式も行われた。
- 田島昭宇（漫画家） ：『電撃摩陀羅海賊本』によると、アシスタント時代は毎年のように参加していたが、一度も第一次予選から脱出できなかった。『魍魎戦記MADARA』ヒット後には「もし予選通過したら原稿が落ちる」と言われ断念した。
- 大桃美代子 ： 芸能界デビューする前、第9回の第一次予選に参加し、2問目で敗退したことがある。大桃は大学入学時に、ウルトラクイズに出られると言われクイズ研究会へ入部した。
- 森内俊之（将棋棋士） ： ウルトラクイズの終了後に「パネルクイズ アタック25」で優勝したなど、クイズプレイヤーとしても知られている。『将棋世界』2003年8月号によると、ウルトラクイズには毎年参加していたが、予選突破したことはなかった。また、同じく将棋棋士で後に名人となった佐藤康光を連れで参加させたが、第一次予選で森内と佐藤で答えが分かれた時に、佐藤に従ったところ、その佐藤が誤答したため、そこで敗退したという。
- 矢野龍王（小説家） ： 第12回に参加し、第二次予選で敗退した。「備えあれば復活ありクイズ」では持参していたおにぎりをクイズ開始直前に食べてしまい、解答権を得られずに敗れる。
- ラサール石井 ： よみうりテレビ『超近未来遭遇!! どーなるスコープ』で、第16回の第一次予選に参加してどこまで勝ち残れるかを予想したが、結果、第1問で敗退した。
- ナンシー関（コラムニスト・消しゴム版画家） ： 第16回の第一次予選に「ネタ」で参加し、そのことを自身の連載で書いた。角川文庫『信仰の現場』に収録されている。タイトルの通り、本番組に参加する人を、宗教の信者になぞらえ、そして自分自身はまったく興味がないはずなのに、第1問に正解するとものすごくうれしかったことを恥じるような文章になっている。
- 尾形未紀（漫画家） ： “今世紀最後”の第一次予選に参加し、そのことを「街角トワイライトゾーン〜トメと行くアメリカ」のタイトルで2ページの漫画として、放送に合わせて雑誌に掲載した。この漫画については“今世紀最後”の放送の最初でも触れられた。
- 角田裕育 （ジャーナリスト）： “今世紀最後”の第一次予選に参加するも、第一問で敗退。番組が継続していたら、公務員を辞めず報道関係の仕事につくつもりもなかったという。
- しみけん（AV男優）： AV男優としてのデビュー前後の“今世紀最後”にて作問に従事しており、実際に一次予選と早押しクイズで出題された。しかし、途中から問題作成を放棄して回答者として出場したがあえなく敗退した。

#### 出演
- 渡部麻里：元プロスケーター・渡部絵美の姉。第4回のコロラドスプリングスで勝者にメダルをかけていた。
- ジャック・シラク：後のフランス大統領。ゴールがパリとなった第9回大会当時はパリ市長で、第1週放送の後楽園予選放送前のスタジオパートでビデオメッセージが流された。
- 徳光正行：徳光和夫の次男で、当時高校生（出場不可）。第13回にて父の和夫が茅ヶ崎の実家で新聞に掲載された第1問の解答予想を聞くために呼び出し、見事に父親の第1問突破へと導いている。
- Mr.マリック：第13回にシドニーでゲスト出演し、敗者復活戦・罰ゲームも担当した。この時、敗者復活者となった永田喜彰にハンドパワーTシャツをプレゼントしている。
- 木佐彩子：フジテレビに入社する前、第15回の第一次予選で、「疫病神（これまですべて1問目で敗退している挑戦者。第16回で初めて1問目を突破した）」を乗せたリリーフカーを運転していた[61]。
- 福井敏雄（気象解説者）：第16回の際、東京ドームの外で、これまでの1問目の正解とその日の気象条件から正解を予想した。
- ジャイアント馬場：第16回の成田予選にてVTRのみ出演。第15回をもって敗者復活戦の廃止を宣言した福澤を宥め、敗者復活戦の廃止を撤回させた。

## 関連商品

### 書籍
- アメリカ横断ウルトラクイズ （全16巻、日本テレビ放送網、ISBN 4-8203-8015-X ほか）
“今世紀最後”を除く各回の放送内容と放送された全問題（機内ペーパークイズは未放送問題も[注 132]）を収録。第6巻の2刷以降の帯には、「史上最大の敗者復活戦」の問題が掲載されているようなことが書いてあったが、実際は一問も載っていない。
書籍では、国内予選もチェックポイント扱いをしているため、番組とはチェックポイント数のズレが生じていた（例えば、第二次予選通過後の機内ペーパークイズは、番組では第1チェックポイントとしているが、書籍では第3チェックポイントと表記）。
巻末には「参加規定」が記載、最終回となった第16回にも記載されている。
- 福留功男の私情最大! アメリカ横断ウルトラクイズ（福留功男・編著、1984年11月、スポーツライフ社）
福留がアナウンサー時代に発刊、第7回大会での出来事も掲載。
- クイズ王の会 編『クイズ王の本 : アメリカ横断ウルトラクイズ』日本テレビ放送網、1987年8月12日。ISBN 4-8203-8739-1。NDLJP:12275925。
第10回までの優勝者の文章をまとめたものだが、実際は第10回優勝者森田敬和が他の優勝者に取材して、第2回優勝者北川宣浩がそれぞれ文体を変えて執筆した。袋とじで第11回の予想も載っている。絶版だが、インターネット版がウェブサイト上で公開されている（外部リンク参照）。
- アメリカ横断ウルトラクイズ ニューヨークへ行きたいかーッ! データ解析 傾向と対策（1990年8月、日本テレビ放送網、ISBN 4-8203-9027-9）
第13回大会までの問題をジャンル別に抜粋。福留以下主要スタッフのインタビューなども掲載。
- 絶対ニューヨークへ行きた〜いッ! アメリカ横断ウルトラクイズ 攻略技術と対策問題（長戸勇人・監修、1991年8月、日本テレビ放送網、ISBN 4-8203-9116-X）
前掲書の事実上の続編。立命館大学クイズソサエティ（RUQS）など大学のクイズ研究会が作成した問題や、第11回 - 第13回大会で本土上陸を果たした挑戦者の座談会などを収録。
- アメリカ横断ウルトラクイズ 虎の巻（1998年7月、日本テレビ放送網、ISBN 4-8203-9694-3）
“今世紀最後”の放送に際して出版された。過去問題5000問や歴代クイズ王へのインタビューなど。過去問題は、1998年現在のデータに修正されている。
- ウルトラクイズ伝説（福留功男・編著、2000年2月、日本テレビ放送網、ISBN 4-8203-9743-5）
番組のエピソードを各大会の写真（ただし、福留が担当した回のみ）を交え記録。欄外で“今世紀最後”の問題の一部を見ることができる。

### 電子ブック
- アメリカ横断ウルトラクイズ 電子ブック版（ナレッジプレス、1994年1月）
書籍版第14巻（第14回大会）までの内容と、『アメリカ横断ウルトラクイズ ニューヨークへ行きたいかーッ! データ解析 傾向と対策』『絶対ニューヨークへ行きた〜いッ! アメリカ横断ウルトラクイズ 攻略技術と対策問題』からスタッフインタビュー、ジャンル解析、新作問題を収録。さらに、歴代優勝者への質問を新規収録している（回答があった優勝者のみ）。また、優勝者以外の挑戦者の名前は、仮名になっている。

### サウンドトラック
- アメリカ横断ウルトラクイズ オリジナル・サウンドトラック（大谷幸、吉田邦夫・作編曲/ファンハウス 1992年（平成4年））
第16回の放送にあわせて発売。リニューアル版テーマ曲と第16回だけの放送で使われたオリジナル曲を収録。ファンハウス（後のBMGファンハウス）より現在も入手可能。

### ビデオ
- 史上最大! アメリカ横断ウルトラクイズのすべて（1998年、バップ、規格：VHS）

### 玩具
- アメリカ横断ウルトラクイズゲーム（1984年、エポック社）
早押し機はないが、番組中のクイズ形式の再現に力を入れている。内容は○×クイズ、綱引きクイズ、神経衰弱クイズなど。
- アメリカ横断ウルトラクイズ（1989年、トミー（現・タカラトミー）、価格：4,980円）
6人用の早押し機（番組と同等の1/1000秒単位で判定[62]）と問題集2000問が付属。子供向けとして発売されたが、特に早押し機は使い回しができるため、大人にも重宝された[独自研究?]（早押し機なしバージョンもあった）。この商品のテレビCMは、「グアム泥んこクイズ」を模した○×早押しクイズを不正解になった女性が頭から泥をかけられる内容となっていた。
- NEW アメリカ横断ウルトラクイズ（1990年、トミー、価格：5,980円（税抜））
早押し機やパッケージのデザインを変更し、付属の問題集が2500問に増加。以降発売の「91年度版」「Jr.」は、この「NEW」のフォーマットが基調となっている。第14回の番組内で「敗者予想クイズ」に使用された。
- アメリカ横断ウルトラクイズ 91年版（1991年、トミー）
- アメリカ横断ウルトラクイズ Jr.（1992年、トミー）
- アメリカ横断ウルトラクイズ ミニウルトラハット（2003年、バンプレスト）
ゲームセンターのクレーンゲーム機の景品として作られた。本物と同じようにハットの色が6色（青・赤・黄・薄緑・水色・薄紫）あり、高さ10cm弱のミニチュアサイズでウルトラハットが再現されていた。早押し機能はついていないが、ボタンが付属されており、押すと実物と同じように「?」マークがチャイム音と共に立ち上がる。単三乾電池2本が必要。稼動方式は「?」マークをフックにひっかけて固定し、ボタンを押すと電磁石の力でフックが外れてバネの力で「?」マークが立ち上がるもので、実物とは稼動方式が異なっている。頭の位置に電池を入れるようになっているので、頭の入るところは空洞にはなっておらず、またハットの大きさの関係で、実際に被ることはできない。
- アメリカ横断ウルトラクイズ ウルトラハットペン（2010年、日本テレビ）
- アメリカ横断ウルトラクイズ ウルトラハットマスコットキーチェーン（2010年、日本テレビ）

### 食品
- アメリカ横断ウルトラクイズ チョコスナック（明治製菓、後の明治）
箱に○×クイズが書かれており、正解の方の開け口からしか食べられない。菓子自体の形も○と×。箱の表には福留、裏には福留と徳光（後期は渡辺）が描かれている（チョコのパッケージに現職アナのイラストが掲載されているのは初）。テレビCMでは「第1次予選」の一部を使用した。